# Saison 2015-2016 de l'Union sportive dacquoise
La saison 2015-2016 de l'Union sportive dacquoise est la douzième saison du club landais en seconde division du championnat de France, la septième consécutive depuis son retour au sein de l'antichambre de l'élite du rugby à XV français.
L'équipe évolue cette saison de Pro D2 sous les directives d'un nouveau tandem d'entraîneurs, Patrick Furet et Raphaël Saint-André, de son directeur sportif Jérôme Daret, ainsi que sous la supervision d'un nouveau président. Elle est repêchée cette saison en Pro D2 à la suite de la procédure de la DNACG de non-validation de la montée du Lille MR.

## Avant-saison

### Objectifs du club
Sportivement relégué depuis le mois de mai, les objectifs de l'US Dax pour la saison 2015-2016 restent incertains jusqu'à la fin du mois d'août, période pendant laquelle la division où évoluera le club est hypothétique et non officialisée. Alors que la participation à la Pro D2 est actée, les pronostics et les déclarations des instances du club laissent penser que le maintien en division professionnelle est le seul objectif de vigueur,,.

« Sincèrement c’est une seconde chance. Une ultime chance je dirais même. Ça fait plusieurs saisons que nous avons connu une lente glissade qui nous a menés vers une relégation sportive le 7 mai dernier. Je ne l’oublie pas. C’est la dernière chance pour Dax de vraiment se donner les moyens de pérenniser le club en Pro D2. »

— Jean-Christophe Goussebaire, le 1er septembre 2015.

### Transferts estivaux

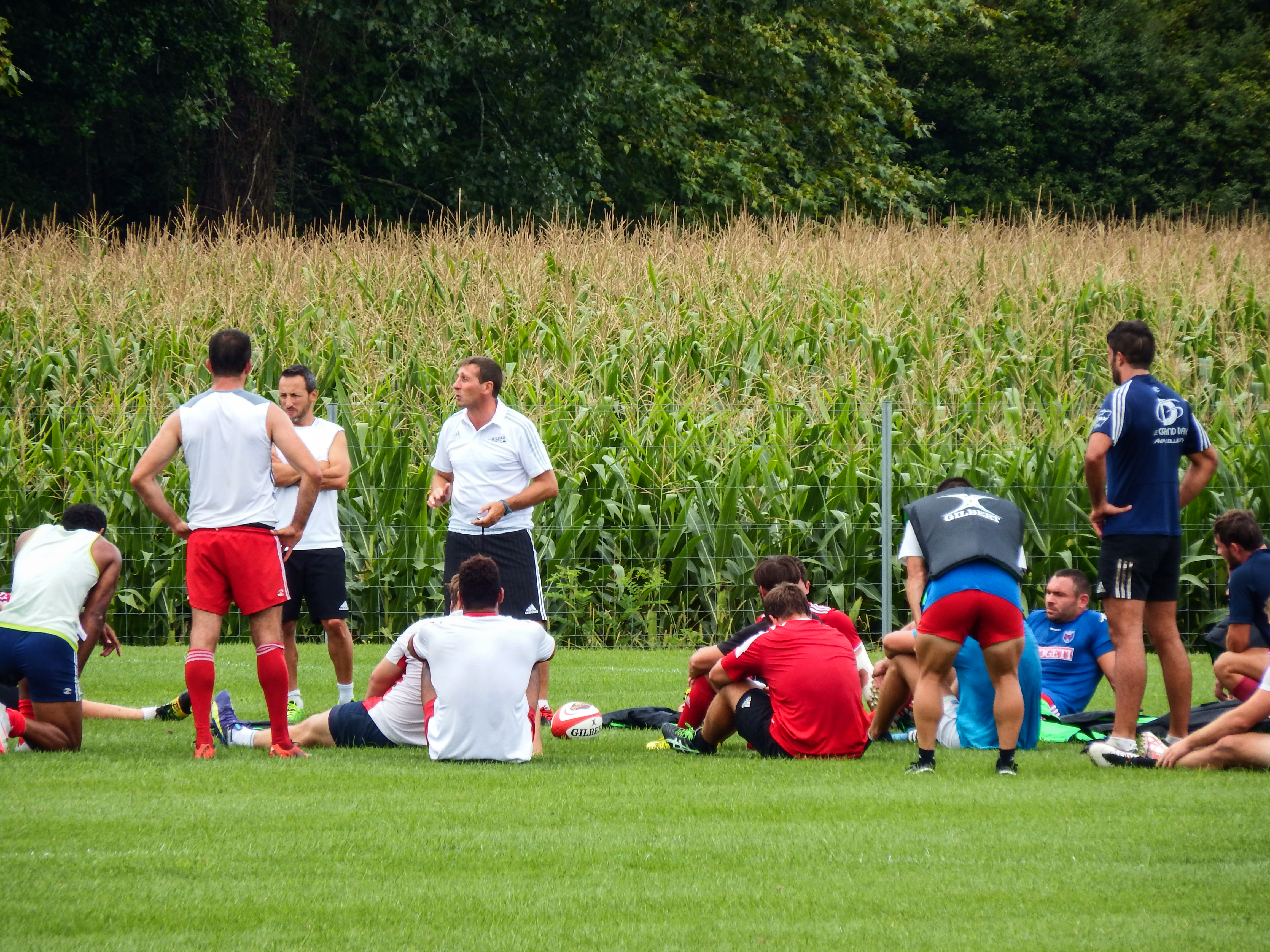
Les premiers entraînements se font au stade Colette-Besson alors que le recrutement n'est pas achevé ; ici le 18 août.

Les premières recrues officielles de l'US Dax sont dévoilées à la fin du mois de juin : les deux piliers de Fédérale 1 Elizbar Kuparadze et James Lakepa, respectivement en provenance du RC Massy et de l'USO Nevers, ainsi que l'ancien international à sept Apisai Naqalevu, donnent leur accord pour porter le maillot rouge et blanc pour la saison à venir quelle que soit la division. Le club enregistre plus tard la promesse d'embauche de deux anciens joueurs dacquois, l'ailier Julien Dechavanne et le demi d'ouverture Romain Lacoste quittent l'US Tyrosse après y avoir évolué pendant respectivement trois et une saison, ainsi que celle de l’arrière Martin Prat en provenance de la Section paloise. À l'issue du communiqué officiel de la LNR scellant définitivement l'issue du club landais en division professionnelle et étendant sa période d'homologation de contrats professionnels et espoirs jusqu'au 31 août 2015, les contrats de nouvelles recrues s'entraînant depuis plusieurs jours avec l'effectif sont homologués,. Le 26 août, le recrutement de dernière minute est officiellement achevé avec la signature de quatre derniers joueurs. Durant cette intersaison, la majorité des durées des nouveaux contrats signés ainsi que la liste des prolongations ne sont pas communiquées.

### Préparation de la saison

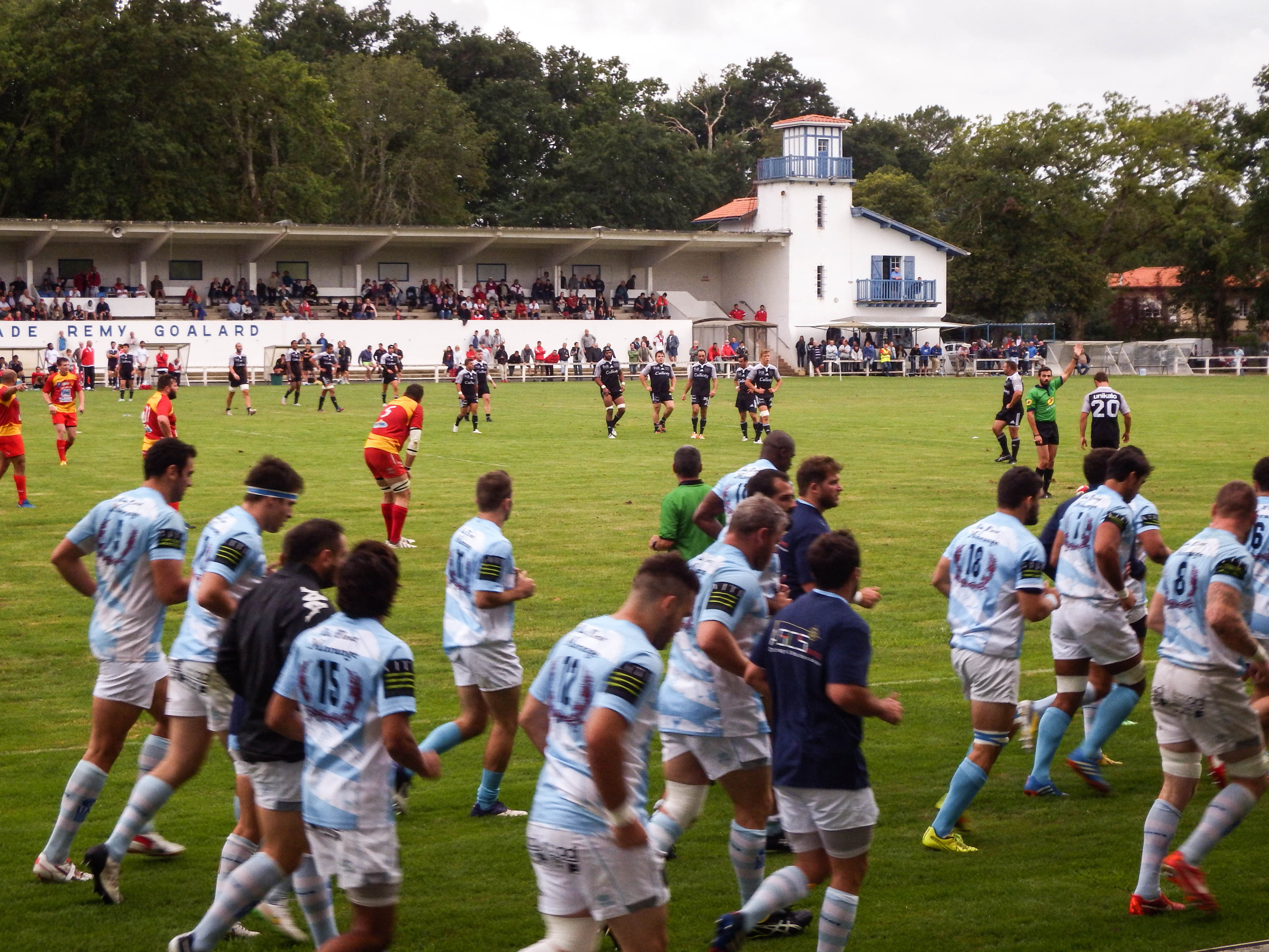
L'US Dax dispute à Soustons son premier match amical en triangulaire contre l'UA Libourne et le Stade Rodez.

Au terme du championnat de Pro D2 2014-2015, l'US Dax est sportivement reléguée pour la saison 2015-2016 en Fédérale 1, soit pour la première fois dans l'histoire du club en division amateur,. Le club est pourtant pour cette intersaison 2015 dans un lourd climat d'incertitude, et doit reprendre l'entraînement, avec de nouveaux joueurs mais sans entraîneurs alors que la division dans laquelle il évoluera la saison prochaine n'est pas connue. En effet, plusieurs événements hypothétisent un maintien administratif en Pro D2 : la fusion basque entre l'Aviron bayonnais et le Biarritz olympique, abandonnées à deux reprises en l’espace d'un mois, la possible relégation de ces deux derniers clubs à la suite du deuxième échec de cette fusion dont les budgets sont finalement validés, ainsi que le refus de l'accession en Pro D2 du Lille MR par la DNACG. Les différentes procédures d'appel du club nordiste devant la FFR, le CNOSF et le tribunal administratif, retardent la conclusion de cet épisode à la fin du mois d'août, alors que le championnat de Pro D2 reprend le 20 août et que plusieurs rencontres sont reportées. La décision finale est rendue le 20 août 2015, jour de l'ouverture de la Pro D2 : le tribunal administratif de Versailles rejette le troisième appel du Lille MR,,. La LNR officialise le lendemain le repêchage de l'US Dax en Pro D2 pour la saison 2015-2016.
Durant cette procédure, le club rouge et blanc doit annuler deux de ses rencontres amicales planifiées : la première prévue contre le Stade montois dans le cadre des fêtes de la Madeleine, le deuxième contre le Soyaux Angoulême XV, potentiel adversaire de poule en Fédérale 1, pour lequel le club landais doit déclarer forfait en raison d'un effectif amoindri, les recrues n'étant couvertes que par des promesses d'embauches. Les Landais peuvent disputer leur premier match de préparation le 14 août pour une rencontre triangulaire contre l'UA Libourne et le Stade Rodez sur le stade de Soustons ; ils remportent ces deux rencontres de deux fois 20 minutes contre les pensionnaires de Fédérale 1, respectivement sur les scores de 11 à 10 et 17 à 9. Le club organise un deuxième match amical à une semaine de sa reprise officielle du championnat, qu'il dispute à nouveau contre l'UA Libourne, le 28 août au stade Maurice-Boyau ; cette rencontre permet de faire une revue d'effectif complète, en particulier des dernières « recrues Pro D2 » signées. Le match se conclut sur le score de 36 à 10, bien que le résultat gagné face à des Girondins pensionnaires de Fédérale 1 et diminués reste anecdotique,.
Le calendrier de la saison 2015-2016 est quant à lui dévoilé par la Ligue nationale de rugby le 9 juillet, alors que l'identité du 16e club n'est pas encore arrêtée.

## Saison régulière

### Championnat

#### Journées 1 à 4
En raison de la procédure en cours et les différents appels concernant la relégation du Lille Métropole rugby par la DNACG, les deux premières rencontres de l'US Dax sont reportées et planifiées pendant la trêve due à la Coupe du monde 2015,.
L'US Dax commence son championnat en accueillant l'Aviron bayonnais, leur voisin basque qu'elle n'a pas affronté depuis 2009, la dernière saison du club landais en Top 14. Le visiteur de la journée se présente en tant que l'un des favoris du championnat. Malgré cette différence de statut, les joueurs comptent montrer leur valeur après un été psychologiquement rude,,. Durant la rencontre, les Bayonnais inscrivent rapidement un premier essai, puis renchérissent après chaque prise de point des Dacquois ; ils mènent de 11 points à vingt minutes de la fin du match. Cependant, les locaux marquent deux essais en l'espace de trois minutes, renversant le cours de la partie à leur avantage, s'achevant sur le score de 31 à 28,.
Pour le premier déplacement de la saison, chez l'US Carcassonne, l'effectif dacquois est remanié afin de permettre à l'ensemble des joueurs d'accumuler du temps de jeu ; la moitié du quinze titulaire pour la victoire contre Bayonne est ainsi changé. La première mi-temps tourne à l'avantage des Audois, favorisé par le vent dans le dos, ces derniers menant de treize points à la pause. Les Landais réduisent l'écart en seconde moitié de la rencontre, tirant à leur tour profit des conditions climatiques, mais les locaux s'imposent définitivement grâce à un essai en fin de match ; malgré un essai dacquois sur la sirène, l'US Dax s'incline 30 à 20,
Alors que le championnat commence une longue trêve pendant la phase de poules de la Coupe du monde, les « rouge et blanc » disputent leur première rencontre reportée comptant pour la première journée de Pro D2, sur le terrain de l'USA Perpignan ; cette journée est également marquée par le premier match de rugby professionnel en France arbitré par une femme, en la personne de Christine Hanizet. À l'instar des précédentes rencontres, la réaction des Landais se fait sentir alors qu'ils sont distancés au score d'une vingtaine de points à l'heure du jeu. Ils réduisent suffisamment l'écart pour espérer au minimum un bonus défensif ; une pénalité de dernière minute concédée face aux Catalans ramène le bilan comptable de la rencontre à zéro point au classement, alors que les deux équipes se séparent sur le score de 36 à 28,.
Après l'organisation d'une soirée de présentation de l'effectif retardée, l'USD joue sa dernière rencontre ajournée, contre ses voisins du Tarbes PR, à la recherche de points pour quitter le bas du classement. Pour ce dernier match avant la trêve internationale, les locaux rendent une copie brouillonne. S'ils tiennent le score jusqu'à la pause, les Haut-Pyrénéens marquent ensuite deux essais ; si la défaite semble déjà écrite, les Landais parviennent à décrocher le bonus défensif acquis par l'intermédiaire de coups de pied de pénalités, s'inclinant 15 à 20,.
À l'issue de ces quatre premiers matchs, l'US Dax peut bénéficier de la trêve « Coupe du monde » tronquée à trois semaines pour sa part. Alors que l'objectif idéal sur ce premier bloc de rencontres était de récolter 8 points à ce stade de la saison, le club n'en présente que 5 ; il fait alors partie des cinq équipes du championnat à totaliser au maximum une seule victoire.

#### Journées 5 à 10
L'USD reprend le championnat avec la réception du Provence rugby, seul promu en Pro D2 cette année. Pour ce premier match joué un vendredi soir, les Dacquois se retrouvent menés au score à la sirène de la mi-temps, ayant encaissé un essai de pénalité après avoir été sanctionnés de deux cartons jaunes consécutifs pendant le temps additionnel. Ils marquent au retour des vestiaires deux essais pour reprendre l'avantage qu'ils ne perdront plus : la rencontre se clôt sur le score de 26 à 19, bien que les Aixois aient marqués plus d'essais que leurs hôtes,.
Lors du déplacement chez le Colomiers rugby, la rencontre se résume à un échange de pénalités entre les deux équipes protagonistes jusqu'au milieu de la seconde mi-temps. Alors que les visiteurs landais évoluent rapidement en double infériorité numérique, les banlieusards toulousains profitent pour prendre définitivement l'avantage au score avec deux essais. Ils ne décrochent pas pour autant le bonus offensif, alors que le match se solde sur le score de 29 à 9,.
Lors de l'accueil du RC Narbonne au stade Maurice-Boyau, les Audois marquent un premier essai en début de rencontre. L'avantage au score évolue ensuite régulièrement entre les deux formations, à la suite du duel de buteurs qui marquent alors les seuls points après l'unique essai. L'échange se clôt sur une victoire dacquoise de 21 à 16, synonyme de bonus défensif pour les visiteurs,.
Pour le déplacement chez le Stade aurillacois, alors deuxième du championnat, les entraîneurs dacquois choisissent de faire tourner l'effectif. Durant la rencontre, la mêlée cantalienne domine largement celle des Landais. Deux essais de pénalité seront ainsi accordés sur cette phase de jeu. Pourtant, les joueurs du SACA ne font pas autant preuve de réalisme qu'une semaine plus tôt, lors de la réception du leader lyonnais. En fin de match, les Dacquois franchissent alors le rideau défensif adverse, privant ces derniers du bonus offensif moins de cinq minutes avant la fin du match, qui se conclut sur le score de 29 à 15,.
Alors que tous les autres matchs de la 9e journée se sont déroulés le jeudi et le vendredi, le derby landais contre le Stade montois est programmé le dimanche 15 novembre. Néanmoins, en raison des attentats du 13 novembre survenus en Île-de-France, le match est reporté par la Ligue nationale de rugby,, peu après que l'European Professional Club Rugby ait ajourné l’ensemble des rencontres européennes professionnelles devant se jouer sur le territoire français pendant le week-end. La rencontre est officiellement reportée une semaine plus tard pendant la journée de trêve. Le lever de rideau du match reporté est ainsi animé par plusieurs hommages envers les récents événements, dont un tour d'honneur à l'issue de l'échauffement des deux équipes réunies sous un même maillot et derrière un drapeau français, ainsi qu'une Marseillaise chantée par les joueurs et spectateurs du stade Guy-Boniface,. Le match, qui débute sous une pluie diluvienne, voit la victoire des hommes de la préfecture avec bonus offensif, 26 à 10. Ceux de la sous-préfecture ne se montrent en effet pas aussi dangereux que leurs adversaires,.
Quatre jours plus tard, l'US Dax reçoit le Biarritz olympique, alors que le stade Maurice-Boyau compte quatorze années d'invincibilité pour le compte des Landais. Pendant la rencontre entre voisins mal classés, si aucun des deux camps ne dominent largement l'autre, les Basques profitent de la plupart de leur occupation du terrain pour marquer au pied, alors que les locaux connaissent eux une efficacité quasiment nulle devant les poteaux. Ce manque d'efficacité est en partie comblé par un essai sur ballon porté en moitié de seconde mi-temps qui réduit l'écart alors à l'avantage du BO. L'issue du match reste inchangée à son terme et voit la victoire de Biarritz alors que Dax remporte un bonus défensif, étant donné le score de 10 à 15 ; elle marque aussi leur première victoire à l'extérieur de la saison et la fin de la série de défaites chez le XV landais,

#### Journées 11 à 15
Après le revers à domicile contre Biarritz, l'USD effectue son dernier déplacement de l'année chez l'US Montauban. Alors que les locaux prennent rapidement la main sur le cours de la rencontre, les « rouge et blanc » marquent deux essais en l'espace de deux minutes avant la mi-temps, et reprennent ainsi l'avantage pour le retour aux vestiaires. Sans réaction fructueuse en seconde période, le score évolue peu l'issue reste inchangée : les Dacquois l'emportent à Sapiac sur le score de 20 à 26,.
Cette victoire à Montauban marque la fin pour l'US Dax d'une chaîne de 57 rencontres à l'extérieur sans victoires en championnat. Le dernier match ne s'étant pas soldé par une défaite ou un nul remonte à la saison 2011-2012, lors du déplacement chez le Pays d'Aix RC le 29 janvier 2012,.
Avant l'ouverture de la 12e journée, le club officialise le retour de Marc Dal Maso en tant que consultant à la mêlée pour des missions ponctuelles lors des séances d'entraînement du mois de décembre ; ces interventions, d'une durée de trois semaines, restent mesurées en comparaison avec celles dispensées la saison précédente.
Alors que la préparation de la réception des deux clubs rhônalpins de la division en l'espace de cinq jours est en cours, la LNR annonce que pour la réception du leader, le Lyon OU, l'entraîneur dacquois Raphaël Saint-André mais également ancien entraîneur du club lyonnais sera suspendu de banc de touche, au motif de « nervosité » constatée par le corps arbitral pendant la rencontre de la 9e journée. Durant cette première rencontre, les visiteurs prennent rapidement l'ascendant en marquant deux essais. Si les « rouge et blanc » réduisent l'écart à cinq points quelques minutes avant la mi-temps, un nouvel essai lyonnais le ramène à douze points à la pause. La seconde moitié du match voit les Rhodaniens courir après le point de bonus offensif, successivement acquis et perdu ; un ultime essai des Landais les en prive quatre minutes avant la sirène. Cependant, cette remontée au score ne permet pas à l'USD de récolter de point au classement, ayant concédé une défaite 26 à 33
Les « rouge et blanc » accueillent le CS Bourgoin-Jallieu pour le dernier match de l'année civile, alors que le bilan à domicile reste sur une chaîne de trois défaites consécutives. Si les avants dacquois dominent ses vis-à-vis berjalliens en début de rencontre, ces derniers réagissent pour rattraper leur retard au score puis prendre l'avantage avant la mi-temps. Au retour des vestiaires, les locaux reprennent le cours de la partie en main, ne permettant à leurs adversaires de ne marquer aucun point ; après un deuxième essai, l'écart est creusé par coups de pied de pénalité. Le score se fige en fin de rencontre à 25 à 13, garantissant les quatre points de la victoire à l'USD alors que Provence rugby, concurrent direct au maintien pointant cinq points derrière eux au classement, s'impose dans le même temps,. À l'issue de la rencontre, le deuxième ligne Jérémy Dumont officialise sa retraite sportive, en accord avec l'US Dax, après onze mois de convalescence dus à une troisième rupture de ligament croisé antérieurs survenue au cours d'un match de la saison précédente.
Au retour de la pause hivernale, les Dacquois disputent leur premier match de l'année 2016 contre le SC Albi. Ils vivent une rentrée très rude, submergés par leurs hôtes du soir qui mènent sur le score de 23 à 0 à la mi-temps. Les « rouge et blanc » montrent malgré tout un signe de réaction, inscrivant deux essais au retour des vestiaires. Si les Albigeois semblent alors moins dangereux, ils conservent tout de même leur avance pour finalement remporter une large victoire 33 à 14,.
Le XV dacquois aborde son premier match à domicile et dernier match de la phase aller du championnat avec seulement quatre points d'avance sur Provence rugby, premier club relégable. L'adversaire du week-end, l'AS Béziers, prend l'avantage de la rencontre en première mi-temps sous une pluie intense. Alors que les locaux reprennent les devants au score par l'intermédiaire de coups de pied successifs à un quart d'heure du terme de l'opposition, les Héraultais inscrivent un essai transformé deux minutes avant la sirène. Menés de deux points au retentissement de cette dernière, les Dacquois ont l'opportunité d'arracher le gain du match au moyen d'une pénalité accordée ; le coup de pied manqué, ils s'inclinent 18 à 20,.

#### Journées 16 à 20
Au terme d'une rencontre ponctuée de nombreuses maladresses sur le terrain de Narbonne, l'USD rentre sans aucun point au classement de l'Aude. Alors que la première mi-temps voit le score évoluer lentement par duel de buteurs, les Narbonnais débloquent finalement la situation en inscrivant un essai, remportant finalement la victoire sur la marque de 20 à 12,.
Avant de préparer la réception à domicile du Colomiers rugby déjà considérée comme capitale, le club glisse entre deux journées de championnat dans la zone de relégation, par l'intermédiaire de la réduction de la sanction de la DNACG du Tarbes PR en appel devant la FFR,. Pendant la rencontre, les Columérins prennent rapidement la main sur la rencontre, menant de dix points en moins d'un quart d'heure. Avant un deuxième essai concédé en fin de match, les nombreuses fautes des Dacquois accentuent l'écart au score, pour une défaite finale nette 6 à 29,.
Après l'amère performance démontrée une semaine plus tôt et un groupe réduit, les Dacquois surprennent les Bayonnais sur le terrain de ce dernier pour le compte du « derby de l'Adour ». En effet, après deux essais marqués par les Basques puis un de la part des Landais, le tableau de score affiche 14 à 10 après près de 20 minutes de jeu. À partir de là, il évoluera très peu ; le XV rouge et blanc remonte à un point par l'intermédiaire d'un coup de pénalité en moitié de seconde mi-temps, écart qui sera creusé en fin de rencontre pour sceller le score à 17 à 13. Les visiteurs rentrent ainsi chez eux avec un point de bonus défensif,.
Alors que son infirmerie est assez fournie, l'US Dax se met à la recherche de deux jokers médicaux aux postes de deuxième et troisième ligne. Après plusieurs joueurs mis à l'essais, le profil du deuxième ligne Thomas Ceyte est retenu : recruté pour deux saisons par l'AS Béziers à l'intersaison 2015, ce dernier rompt son contrat à l'amiable avec le club bitterois afin de donner son accord au club dacquois,.
Après une trêve d'une semaine, les « rouge et blanc » engrangent leur première victoire de l'année. Dominant leurs vis-à-vis montalbanais en première rencontre, les locaux inscrivent en tout trois essais et entrevoient même un point de bonus offensif à vingt minutes du terme de la rencontre. Alors de menés de quinze points, l'USM comble progressivement l'écart, entre autres grâce à l'apport de ses remplaçants ; elle réduit son retard à quatre longueurs au score à quelques minutes de la sirène, maie ne bascule pas le cours de la rencontre, achevée sur la marque de 21 à 17. Combinée à la défaite de Provence rugby, cette victoire permet aux Dacquois de quitter la dernière place du classement au détriment de ces derniers,.
Cette évolution dans le classement intervient avant la rencontre directe entre les deux relégables, sur le terrain d'Aix-en-Provence : à deux tiers du championnat, cette confrontation apparaît comme un match à haut enjeu en vue de maintien. Durant le match, les deux formations prennent à tour de rôle l'avantage. Après une ouverture du score par un essai dacquois, les visiteurs restent en tête au retour aux vestiaires en réponse aux coups de pied de pénalités provençaux. Après deux essais aixois à la reprise, les Dacquois réduisent la distance pour retrouver un retard d'un point. En fin de rencontre, un ultime essai marqué après la sirène sur un ballon porté par l'USD permet à ces derniers de valider leur victoire, tout en enlevant le bonus défensif à leurs adversaires du soir au terme d'un match à six essais,. Cette victoire 23 à 29 permet aux « rouge et blanc » de reléguer leurs vis-à-vis à six points au classement, et de garantir l'avantage au goal-average particulier.

#### Journées 21 à 25
Le 2 mars 2016, le club annonce le retour de Marc Dal Maso en tant que consultant pour une nouvelle période plus importante et de manière plus régulière, jusqu'au mois de mai. Il reprend ainsi du service après une mission de six semaines chez les Highlanders, franchise néo-zélandaise de Super Rugby.
À l'occasion de la réception du SC Albi, la rencontre est marquée en première mi-temps par une longue interruption de jeu après un choc entre deux des protagonistes. Pour la suite de la partie, si le combat entre les deux équipes ne permet pas de se démarquer via des essais, les coups de pied de pénalités se succèdent pour prendre à tour de rôle l'avantage ; le match se termine néanmoins sur le score de parité de 12 partout. Cette issue partagée couplée aux défaites de ses adversaires au classement permet à l'US Dax de quitter la zone de relégation,.
Sur le terrain du leader du classement de la 2e division, le Lyon OU, quasiment promu en Top 14 à cette date, les Dacquois parviennent à tenir le score pendant la première moitié du match. Malgré tout, ils ne peuvent plus rivaliser à partir l'heure de jeu, les locaux marquant coup sur coup et creusant considérablement l'écart pour s'imposer 42 à 7, score qui ne reflète pas la physionomie complète de la rencontre mais qui démontre le statut du club lyonnais,.
Pour le deuxième déplacement en deux semaines des « rouge et blanc » en Rhône-Alpes, le déroulement du match face aux Berjalliens semble proche de celui disputé contre les Lyonnais. Accrocheurs au score, ils ne concrétisent pourtant que peu de leurs actions entreprises. Le CSBJ sécurise alors l'issue de la rencontre à la fin de celle-ci, l'emportant 34 à 13 et décrochant même le bonus offensif après la sirène,.
À sept rencontres du terme de la saison, le club dacquois a l'occasion, dans le cadre de la réception de Carcassonne, soit du 13e du championnat par le 14e, de récolter des points au classement pour devancer son adversaire direct, mais aussi éviter le retour du club provençal tout aussi proche. Malgré cela, après avoir ouvert le score, les locaux échappent progressivement la prise en main sur la partie et permet à leurs visiteurs d'inscrire successivement trois essais. Défaits sur le score final de 15 à 20 à domicile, les Dacquois laissent également les Carcassonnais prendre une distance de six points au classement,.
Après le dernier faux pas à domicile, le XV dacquois enregistre ainsi une série de quatre matchs sans victoires, mettant en danger leur lutte pour le maintien. Bien qu'il garde entre ses mains leur destin, cette 15e place ne permet pas d'annoncer sereinement les projets du président préparés pour la saison à venir. Pendant la première mi-temps du déplacement chez les Basques du Biarritz olympique, la rencontre est disputée entre les deux formations jusqu'au premier essai du BO ; ces derniers inscrivent deux autres essais pour entrevoir un bonus offensif, dans l'optique d'une éventuelle place qualificative pour les demi-finales. Les Dacquois inscrivent néanmoins un essai à la dernière minute du match alors conclu sur le score de 28 à 13, sans conséquence comptable au classement, mais privant leurs hôtes d'une victoire bonifiée,.

#### Journées 26 à 30
L'US Dax reçoit le Stade aurillacois, 3e au classement et à la recherche de points dans l'optique des demi-finales à domicile. Les locaux inscrivent le premier essai de la rencontre, mais voient leur avance réduite par l'intermédiaire du sans-faute du buteur aurillacois. À nouveau menés en moitié de seconde mi-temps, ils réagissent et marquent deux essais en l'espace de dix muntes, le deuxième à la suite d'une mauvaise réception de la défense cantalienne, permettant aux « rouge et blanc » de s'offrir un bonus offensif quelques secondes avant le retentissement de la sirène. Si cette victoire 26 à 18 déjoue les pronostics, elle ne modifie pas pour autant les enjeux en fond de classement, étant donné la victoire bonifiée de Provence rugby dans le même temps,.
La journée suivante marque une nouvelle surprise concernant le XV dacquois. Chez les Bitterois, autre prétendent au haut du classement, ils s'emparent très rapidement du cours de la partie, en construisant une confortable avance en première mi-temps avec trois essais. S'ils n'en inscrivent pas d'autres dans la seconde moitié de la confrontation, et alors que leurs hôtes en marquent plusieurs à leurs tours, leur série de coup de pied de pénalité permet de conserver leur avantage et de s'imposer 24 à 35 à l'extérieur,.
L'avant-dernier match à domicile coïncide avec le traditionnal derby landais, et présente de forts enjeux en cette fin de saison : alors que les Dacquois n'ont toujours pas garanti leur place en Pro D2 pour la saison à venir, les Montois tentent d'assurer leur place en demi-finale. Après une entame timide, les jaune et noir dominent la reprise sans pour autant réussir à creuser l'écart dans un premier temps, avant de marquer deux nouveaux essais dans l'en-but dacquois dans les deux dernières minutes de jeu et ainsi obtenir une victoire bonifiée 16 à 40 chez son voisin,

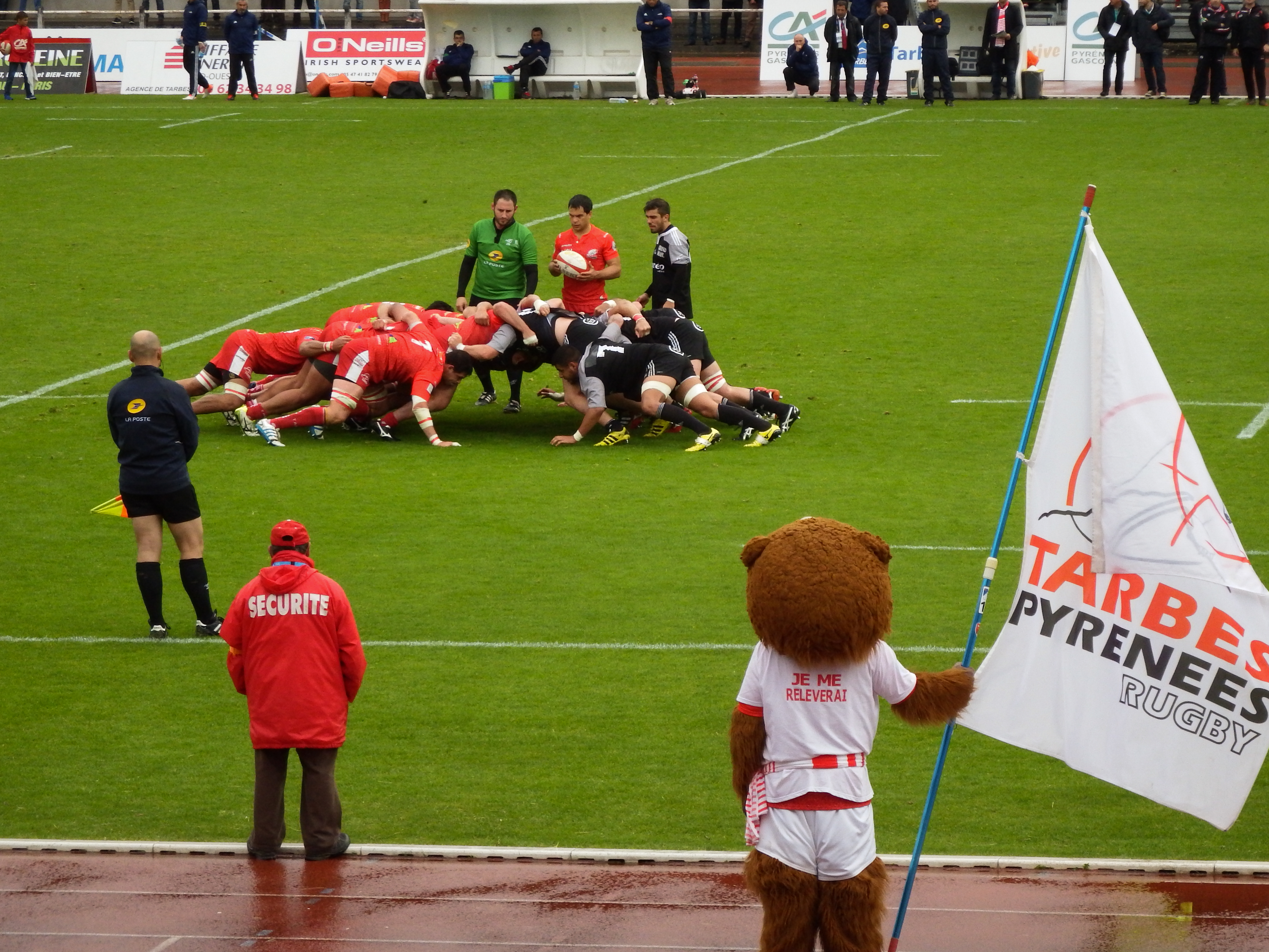
Défaits sur le terrain de Tarbes quelques jours après l'acte officiel de la relégation de ces derniers, les Dacquois doivent attendre jusqu'à la dernière journée pour connaître leur avenir.

Le 9 mai, le Tribunal administratif de Versailles confirme la rétrogradation du club de Tarbes prononcée plus tôt par la DNACG : cette dernière décision, en tant que dernier appel possible, marque la fin de la procédure, officialisant le repêchage administratif du 15e du classement final au terme de la saison. Les enjeux des deux dernières journées pour l'US Carcassonne, l'US Dax et le Provence rugby est donc de ne pas terminer à la 16e et dernière place, bien que Carcassonne soit, mathématiquement, avec cinq points d'avance sur Dax et sept sur Provence, quasiment déjà assuré d'être sportivement maintenu.
Les Dacquois se déplacent justement chez les Tarbais pour la 29e journée, ce qui constitue le dernier match professionnel devant leur public pour ces derniers, soit une motivation supplémentaire. Après un carton rouge pour un joueur de chaque équipe adressé au bout de six minutes de jeu, la partie se résume à simple duel de buteurs tournant à l'avantage des Hauts-Pyrénéens (15 à 6). Le club d'Aix-en-Provence s'étant dans le même temps incliné à Perpignan, la question du maintien reste ouverte,.
Pour la dernière rencontre de la phase régulière du championnat, les différents scénarios pour le maintien sont entre les mains des Dacquois : grâce à leur avance au classement, une simple victoire scellerait leur place en Pro D2 pour la saison à venir. Dans le cas d'une défaite, ils seraient alors dépendants du résultat du club d'Aix-en-Provence qui reçoit Narbonne. Cependant, si les rumeurs d'une rétrogradation du CS Bourgoin-Jallieu par la DNACG pour cause de déficit est divulguée quelques jours avant la rencontre, qui hypothétiquement sauverait à la fois les clubs landais et bucco-rhodaniens sans distinction de résultat, cette annonce n'est en aucun cas considérée par les deux équipes ; l'USD veut en particulier éviter de revivre une intersaison tronquée comme celle de l'été précédent.
La rencontre jouée sur la pelouse du stade Maurice-Boyau est également le centre d'un autre enjeu capital : elle doit en effet se disputer contre l'USA Perpignan, en position pour se qualifier pour les demi-finales mais n'ayant pas encore assuré leur ticket. Après une première mi-temps hachée, les Catalans prennent l'avantage avec le premier essai de la partie, mais la réponse dacquoise est immédiate avec deux essais en l'espace de dix minutes. Les joueurs de l'USD s'imposent alors 20 à 7, et célèbrent leur maintien acquis définitivement avec leur public. À noter que dans le même temps, Provence rugby a également emporté les quatre points de la victoire au classement et a menacé les « rouge et blanc » jusqu'à la dernière minute du championnat.

### Transferts durant la saison
L'US Dax enregistre deux mouvements dans son effectif pendant le déroulement de la saison : le deuxième ligne Jérémy Dumont prend sa retraite sportive après onze mois de convalescence sportive ; Thomas Ceyte est alors recruté poste pour poste, après que ce dernier ait rompu à l'amiable son contrat avec son club,.

### Détail des matchs officiels
L'US Dax dispute 30 rencontres officielles durant la saison, participant au championnat de 2e division.

### Classement final et statistiques
L'US Dax termine le championnat à la quinzième place avec 10 victoires, 1 nul et 19 défaites. Avec six points de bonus supplémentaires, le club dacquois totalise 48 points,, soit deux de plus que le premier relégable, Provence rugby. Avec un nul et sept défaites à domicile contre trois victoires à l'extérieur, il présente un bilan négatif au classement britannique.
L'USD finit avant-dernière attaque du championnat, totalisant 538 points dont 44 essais marqués,. Sur le plan défensif, elle finit quatorzième défense, encaissant 713 points et laissant 72 fois sa ligne d'en-but franchie,. Les joueurs accumulent pendant la saison 27 cartons jaunes pour 1 rouge.
| Rang | Club                 | J  | V  | N | D  | Bo | Bd | Pm  | Pe  | Diff | Pts |
| ---- | -------------------- | -- | -- | - | -- | -- | -- | --- | --- | ---- | --- |
| 1    | Lyon OU (R)          | 30 | 25 | 0 | 5  | 12 | 4  | 971 | 493 | +478 | 116 |
| 2    | Aviron bayonnais (R) | 30 | 19 | 1 | 10 | 4  | 4  | 658 | 602 | +56  | 86  |
| 3    | Stade aurillacois    | 30 | 18 | 0 | 12 | 7  | 2  | 724 | 613 | +111 | 81  |
| 4    | Stade montois        | 30 | 17 | 1 | 12 | 5  | 3  | 655 | 611 | +44  | 78  |
| 5    | Colomiers Rugby      | 30 | 16 | 3 | 11 | 4  | 4  | 629 | 590 | +39  | 78  |
| 6    | AS Béziers           | 30 | 17 | 1 | 12 | 4  | 3  | 745 | 662 | +83  | 77  |
| 7    | USA Perpignan        | 30 | 15 | 1 | 14 | 5  | 6  | 676 | 615 | +61  | 73  |
| 8    | Biarritz olympique   | 30 | 14 | 0 | 16 | 3  | 5  | 674 | 656 | +18  | 64  |
| 9    | CS Bourgoin-Jallieu  | 30 | 12 | 0 | 18 | 5  | 9  | 595 | 642 | -47  | 62  |
| 10   | SC Albi              | 30 | 13 | 2 | 15 | 2  | 4  | 591 | 643 | -52  | 62  |
| 11   | RC Narbonne          | 30 | 13 | 0 | 17 | 2  | 6  | 602 | 653 | -51  | 60  |
| 12   | US Montauban         | 30 | 12 | 0 | 18 | 1  | 9  | 570 | 624 | -54  | 58  |
| 13   | Tarbes PR            | 30 | 13 | 0 | 17 | 0  | 9  | 543 | 630 | -87  | 53¹ |
| 14   | US Carcassonne       | 30 | 11 | 0 | 19 | 0  | 5  | 484 | 741 | -257 | 49  |
| 15   | US Dax               | 30 | 10 | 1 | 19 | 1  | 5  | 538 | 713 | -175 | 48  |
| 16   | Provence Rugby (P)   | 30 | 9  | 0 | 21 | 1  | 5  | 549 | 716 | -167 | 42  |

¹ À l'issue de la 9e journée du championnat, le Tarbes PR se voit infliger quinze points de pénalité de la part de la DNACG, dont cinq pour « forte dégradation de la situation du club sur la saison » et dix pour « présentation de documents falsifiés ». Ce retrait s'additionne à une rétrogradation sportive par rapport à la division dans laquelle le club sera qualifié à l'issue de la saison 2015-2016. Les sanctions sont réduites en appel devant la FFR le 25 janvier, à l'issue de la 16e journée : le retrait de quinze points est abaissé à huit ; néanmoins, la rétrogradation sportive reste d'actualité. La rétrogradation est confirmée en dernier appel par le tribunal administratif de Versailles le 9 mai 2016.
|  | Champion de France de Pro D2, promu en Top 14 (no 1).                                                                   |
|  | Participation aux phases finales de barrage pour déterminer le vice-champion, promu en Top 14 (no 2, no 3, no 4, no 5). |
|  | Relégation en Fédérale 1 (no 15 et no 16).                                                                              |
|  | R : relégués 2015 • P : promu 2015                                                                                      |

Attribution des points : victoire sur tapis vert : 5, victoire : 4, match nul : 2, défaite : 0, forfait : -2 ; plus les bonus (offensif : 3 essais de plus que l'adversaire ; défensif : défaite par 5 points d'écart ou moins; les deux bonus peuvent se cumuler).
Règles de classement : 1. points terrain (bonus compris) ; 2. points terrain obtenus dans les matches entre équipes concernées ; 3. différence de points dans les matches entre équipes concernées ; 4. différence entre essais marqués et concédés dans les matches entre équipes concernées ; 5. différence de points générale ; 6. différence entre essais marqués et concédés ; 7. nombre de points marqués ; 8. nombre d'essais marqués ; 9. nombre de forfaits n'ayant pas entraîné de forfait général ; 10. place la saison précédente.

## Joueurs et encadrement technique

### Encadrement technique

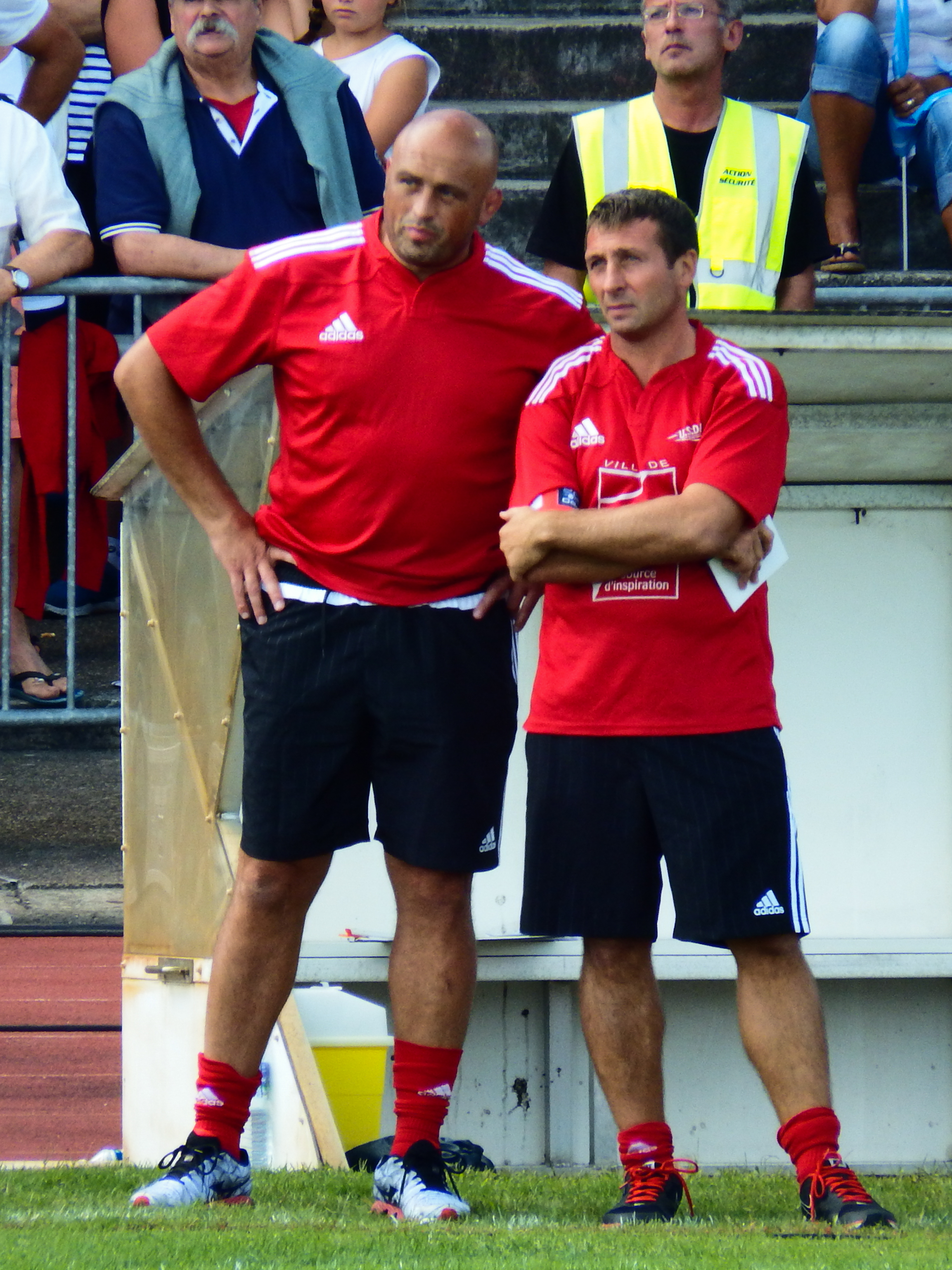
Patrick Furet et Raphaël Saint-André forment le nouveau duo d'entraîneurs principaux de l'US Dax.

L'équipe est entraînée cette saison par Patrick Furet et Raphaël Saint-André, respectivement aux postes d'entraîneur des avants et des arrières. Jérôme Daret occupe cette année le poste de directeur sportif.
Raphaël Saint-André s'engage officiellement en tant qu'entraîneur des lignes arrières de l'US Dax en juin 2015. Il déclare honorer son contrat quelle que soit la division, alors que le club landais ne sait à cette date dans laquelle il évoluera deux mois plus tard, sportivement relégué en Fédérale 1 mais encore potentiellement repêché en Pro D2. Le staff est complété par Patrice Furet au mois de juillet, ce dernier signant une promesse d'embauche de deux saisons.
Le staff est complété par les deux préparateurs physiques Yann Pradel, déjà présent depuis deux ans, et Cédric Moulet, en poste la saison précédente, alors qu'il était auxiliaire deux ans plus tôt,. 
L'entraîneur sortant Jérôme Daret cumule les rôles de directeur du centre de formation et de directeur sportif de l'ensemble des sections rugby. Il est épaulé par Renaud Dulin, ancien analyste vidéo de l'USD de 2012 à 2014 et promu depuis un an au titre de responsable sportif du centre de formation.
L'équipe de l'encadrement technique est appuyée par les interventions de Marc Dal Maso en tant que consultant à la mêlée pour le mois de décembre ; alors qu'il avait déjà été appelé pour une partie de la saison précédente en tant que co-entraîneur, cette nouvelle mission reste réduite en comparaison. Au début du mois de mars, après son passage en Nouvelle-Zélande au sein les Highlanders, il retourne à l'US Dax de façon plus régulière jusqu'au mois de mai.

### Effectif professionnel

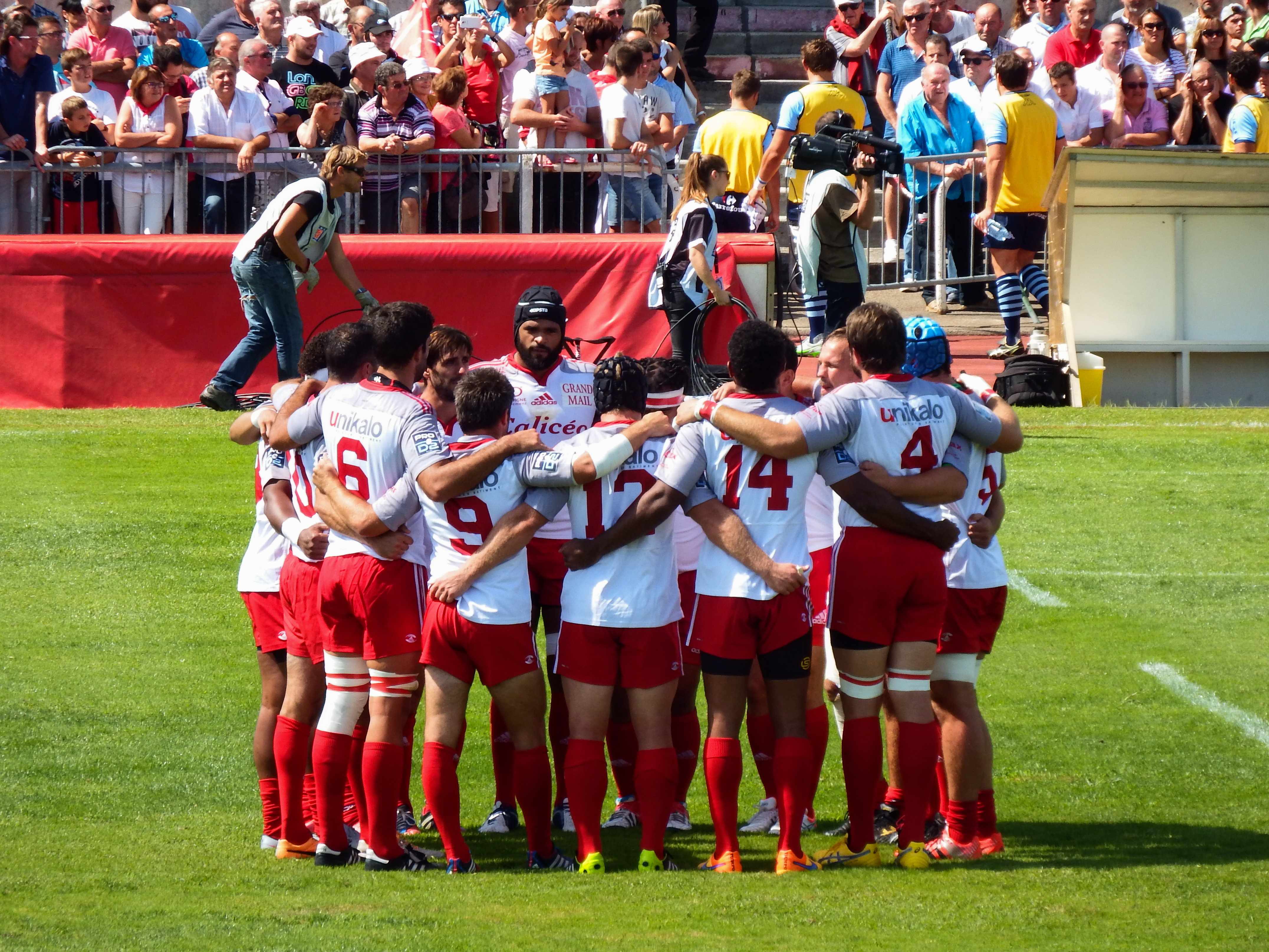
Le groupe dacquois rassemblé avant la rencontre à domicile contre Bayonne.

Au lancement de la saison 2015-2016, l'US Dax totalise un nombre de 38 joueurs sous contrat professionnel. 18 d'entre eux étaient présents dans le groupe lors de la saison précédente, auxquels il faut rajouter la reconversion de contrat des espoirs Germain Garcia, Thibaut Lesparre et Pierre Justes, ainsi que celle du pensionnaire du centre de formation Thibaud Dréan.
Le capitaine désigné à l'ouverture du championnat est le centre Guillaume Devade, qui entame sa quatrième saison au sein du club dacquois. En son absence en début de saison, il est remplacé par Anthony Salle-Cannepuis par Olivier August fin novembre. Au printemps, ce dernier prend également le relais, ainsi que Charlie Ternisien.
Durant le championnat, deux mouvements viennent modifier l'effectif dacquois : le deuxième ligne Jérémy Dumont officialise sa retraite sportive à l'issue de la 13e journée, avant que le club engage deux mois plus tard un joker médical pour combler son absence, en la personne de Thomas Ceyte,.
| Nom                   | Poste                  | Date de naissance | Nationalité sportive | Statut int. | Club précédent        | Arrivée au club | Fin de contrat | Formé au club |
| --------------------- | ---------------------- | ----------------- | -------------------- | ----------- | --------------------- | --------------- | -------------- | ------------- |
| Pierre Choinard       | Pilier                 | 12 novembre 1991  | France               | -           | Peyrehorade sports    | [ Note 7 ]      | 2016           | oui           |
| Romain David          | Pilier                 | 21 avril 1982     | France               | -           | FC Grenoble           | 2014            | 2016           | -             |
| Thibaud Dréan         | Pilier                 | 6 janvier 1992    | France               | -           | Stade rochelais       | 2010            | -              | oui           |
| Martin Dreyer         | Pilier                 | 25 août 1988      | Afrique du Sud       | -           | Boland Cavaliers      | 2015            | -              | -             |
| Faitotoa Asa          | Pilier                 | 30 décembre 1986  | Nouvelle-Zélande     | -           | Randwick DRUFC        | 2015            | 2016           | -             |
| Elizbar Kuparadze     | Pilier                 | 2 avril 1984      | Géorgie              | oui         | RC Massy              | 2015            | -              | -             |
| James Lakepa          | Pilier                 | 4 juin 1980       | Samoa                | -           | USO Nevers            | 2015            | 2017           | -             |
| Boris Béthéry         | Talonneur              | 8 juillet 1983    | France               | -           | Union Bordeaux Bègles | 2012            | 2016           | -             |
| Maxime Delonca        | Talonneur              | 29 avril 1988     | France               | -           | USA Perpignan         | 2014            | 2016 (2017)    | -             |
| Kévin Firmin          | Talonneur              | 20 avril 1992     | France               | -           | Section paloise       | 2015            | -              | -             |
| Gerónimo Albertario   | Deuxième ligne         | 24 novembre 1987  | Argentine            | oui         | Club Pucará (en)      | 2015            | -              | -             |
| Grégory Bernard       | Deuxième ligne         | 24 février 1984   | France               | -           | Tarbes PR             | 2014            | 2016 (2017)    | -             |
| Mickaël Bert          | Deuxième ligne         | 4 janvier 1980    | France               | -           | Montpellier HR        | 2008            | 2016           | -             |
| Thomas Ceyte [JM]     | Deuxième ligne         | 13 février 1991   | France               | -           | AS Béziers            | 2016            | 2016           | -             |
| Jérémy Dumont         | Deuxième ligne         | 27 juillet 1986   | France               | -           | US Marmande           | 2013            | 2016 (2017)    | -             |
| Joseph Tu'ineau       | Deuxième ligne         | 18 août 1981      | Tonga                | oui         | Lyon OU               | 2015            | -              | -             |
| Olivier August        | Troisième ligne centre | 11 août 1985      | France               | -           | SA Hagetmau           | 2013            | -              | oui           |
| Martín Chiappesoni    | Troisième ligne aile   | 30 septembre 1990 | Argentine            | oui         | Atlético del Rosario  | 2015            | -              | -             |
| Anthony Coletta       | Troisième ligne aile   | 25 avril 1989     | France               | -           | CA Brive              | 2010            | -              | oui           |
| Alexandre Derrien     | Troisième ligne aile   | 30 juin 1992      | France               | -           | Lyon OU               | 2015            | -              | -             |
| Germain Garcia        | Troisième ligne aile   | 10 juin 1993      | France               | -           | -                     | 2007            | 2016           | oui           |
| Aisea Koliavu         | Troisième ligne aile   | 15 janvier 1991   | Fidji                | -           | Marist RFC            | 2015            | -              | -             |
| Charlie Ternisien     | Troisième ligne centre | 27 février 1984   | France               | -           | Union Bordeaux Bègles | 2012            | 2016 (2017)    | -             |
| Thibaut Lesparre      | Demi de mêlée          | 22 août 1992      | France               | -           | -                     | 2001            | 2016           | oui           |
| Arnaud Pic            | Demi de mêlée          | 21 novembre 1985  | France               | -           | Stade montois         | 2014            | 2015 (2016)    | -             |
| Anthony Salle-Canne   | Demi de mêlée          | 10 décembre 1982  | France               | -           | FC Auch               | 2013            | 2016           | -             |
| Romain Lacoste        | Demi d'ouverture       | 29 mars 1987      | France               | -           | US Tyrosse            | 2015            | -              | -             |
| Ignacio Mieres        | Demi d'ouverture       | 6 avril 1987      | Argentine            | oui         | Worcester Warriors    | 2015            | -              | -             |
| Julien Peyrelongue    | Demi d'ouverture       | 2 avril 1981      | France               | oui         | Biarritz olympique    | 2014            | 2016 (2017)    | -             |
| Guillaume Devade      | Centre                 | 23 mars 1987      | France               | -           | Stade rochelais       | 2012            | 2015 (2016)    | -             |
| Apisai Naqalevu       | Centre                 | 21 août 1989      | Fidji                | -           | [ Note 8 ]            | 2015            | -              | -             |
| Matthieu Bourret      | Ailier                 | 26 avril 1985     | France               | -           | Castres olympique     | 2010            | 2016           | -             |
| Sakiusa Bureitakiyaca | Ailier                 | 2 février 1992    | Fidji                | -           | Marist RFC            | 2014            | 2016           | -             |
| Julien Dechavanne     | Ailier                 | 5 décembre 1989   | France               | -           | US Tyrosse            | 2015            | -              | oui           |
| Esava Delai           | Ailier                 | 7 septembre 1987  | Fidji                | -           | [ Note 8 ]            | 2015            | -              | -             |
| Simon Ternisien       | Ailier                 | 1er avril 1987    | France               | -           | Stade montois         | 2011            | 2016 (2017)    | -             |
| Jean-Matthieu Alcalde | Arrière                | 15 mai 1985       | France               | -           | ROC La Voulte Valence | 2014            | 2016 (2017)    | -             |
| Pierre Justes         | Arrière                | 28 avril 1994     | France               | -           | -                     | [ Note 9 ]      | 2016           | oui           |
| Martin Prat           | Arrière                | 25 août 1989      | France               | -           | Section paloise       | 2015            | -              | -             |

### Joueurs sous contrat espoir
L'effectif de l'USD est embelli par deux joueurs sous contrats espoirs, jouant tantôt avec l'équipe première en Pro D2, tantôt en championnat espoir.
| Nom                | Poste            | Date de naissance | Nationalité sportive | Statut int. | Club précédent | Arrivée au club | Fin de contrat | Formé au club |
| ------------------ | ---------------- | ----------------- | -------------------- | ----------- | -------------- | --------------- | -------------- | ------------- |
| Adrien Bau         | Demi d'ouverture | 3 mars 1994       | France               | -           | Lyon OU        | 2015            | 2015           | -             |
| Olivier Klemenczak | Centre           | 1er juin 1996     | France               | -           | AS Soustons    | 2010            | -              | oui           |

### Joueurs du centre de formation
La classe 2015-2016 du centre de formation tenu par Jérôme Daret compte quatorze pensionnaires dont douze nouveaux stagiaires,. Le pilier Romain Pouyleau, le deuxième ligne Théo Sentucq, les troisième lignes aile Pierre Huguet et Filimo Taofifénua, les demis de mêlée Simon Garrouteigt et Sylvère Reteau, les demis d'ouverture Thomas Curutchet et Gaëtan Robert, le centre Guillaume Mathy et l'ailier Clément Lavenant, joueurs des équipes junior dacquoises, intègrent ainsi la structure. Le pilier Romain Maurice et le troisième ligne aile Vladimir Susler quittent quant à eux leurs clubs pour signer une convention de formation avec l'US Dax.
La structure de formation est cette saison évaluée 7e sur 14 de Pro D2 du classement des meilleurs centres de formation professionnels, publié par la LNR le 15 mars 2017.
Ces résultats sont relevés sur les trois saisons précédentes. Un fonds d'aide de 5 millions d'euros est réparti entre les clubs de Top 14 et de Pro D2 pour la saison à venir, suivant cette notation : l'US Dax bénéficiera ainsi d'une dotation comprise entre 115 000 et 258 000 euros.
| Nom               | Poste                | Date de naissance | Nationalité sportive | Statut int. | Club précédent        | Arrivée au club | Arrivée au CDF | Formé au club |
| ----------------- | -------------------- | ----------------- | -------------------- | ----------- | --------------------- | --------------- | -------------- | ------------- |
| Rémy Chies        | Pilier               | 21 mai 1994       | France               | -           | US Pouillon           | 2010            | 2012           | oui           |
| Romain Maurice    | Pilier               | 23 juin 1994      | France               | -           | Union Bordeaux Bègles | 2015            | 2015           | -             |
| Alexis Neisen     | Pilier               | 29 décembre 1992  | France               | -           | CA Périgueux          | 2012            | 2014           | oui           |
| Romain Pouyleau   | Pilier               | 26 mars 1996      | France               | -           | US Orthez             | 2015            | 2015           | -             |
| Théo Sentucq      | Deuxième ligne       | 30 mai 1997       | France               | -           | UA Mimizan            | 2014            | 2015           | oui           |
| Pierre Huguet     | Troisième ligne aile | 5 novembre 1995   | France               | -           | US Tours              | -               | 2015           | oui           |
| Vladimir Susler   | Troisième ligne aile | 24 septembre 1994 | France               | -           | Lyon OU               | 2015            | 2015           | -             |
| Filimo Taofifénua | Troisième ligne aile | 15 octobre 1993   | France               | -           | USA Perpignan         | 2014            | 2015           | oui           |
| Simon Garrouteigt | Demi de mêlée        | 7 mai 1996        | France               | -           | -                     | -               | 2015           | oui           |
| Sylvère Reteau    | Demi de mêlée        | 6 novembre 1997   | France               | -           | -                     | -               | 2015           | oui           |
| Thomas Curutchet  | Demi d'ouverture     | 26 juin 1995      | France               | -           | Aviron bayonnais      | 2014            | 2015           | oui           |
| Gaëtan Robert     | Demi d'ouverture     | 13 juillet 1997   | France               | -           | Rugby Castets Linxe   | 2014            | 2015           | oui           |
| Guillaume Mathy   | Centre               | 1er juillet 1995  | France               | -           | -                     | -               | 2015           | oui           |
| Clément Lavenant  | Ailier               | 15 juillet 1995   | France               | -           | Aviron bayonnais      | 2014            | 2015           | oui           |

### Statistiques individuelles
Le joueur le plus souvent utilisé de l'effectif est le troisième ligne aile Charlie Ternisien, qui participe à 27 des 30 rencontres officielles de la saison, totalisant 1 609 minutes sur le terrain. Si le deuxième ligne Joseph Tu'ineau ne prend part qu'à 24 des confrontations, il accumule plus de temps de jeu que le précédent, avec un total de 1 739 minutes.
Le buteur demi d'ouverture Ignacio Mieres termine meilleur réalisateur du club avec 181 points à son actif (dont trois essais, soit 166 points au pied).
En ce qui concerne les meilleurs marqueurs d'essais du club, ce sont le centre Apisai Naqalevu et l'ailier Esava Delai qui tiennent la première place, grâce à quatre essais marqués. Ils sont talonnés par les demis d'ouverture Ignacio Mieres et Romain Lacoste, l'ailier Sakiusa Bureitakiyaca et le demi de mêlée Arnaud Pic avec trois unités chacun.

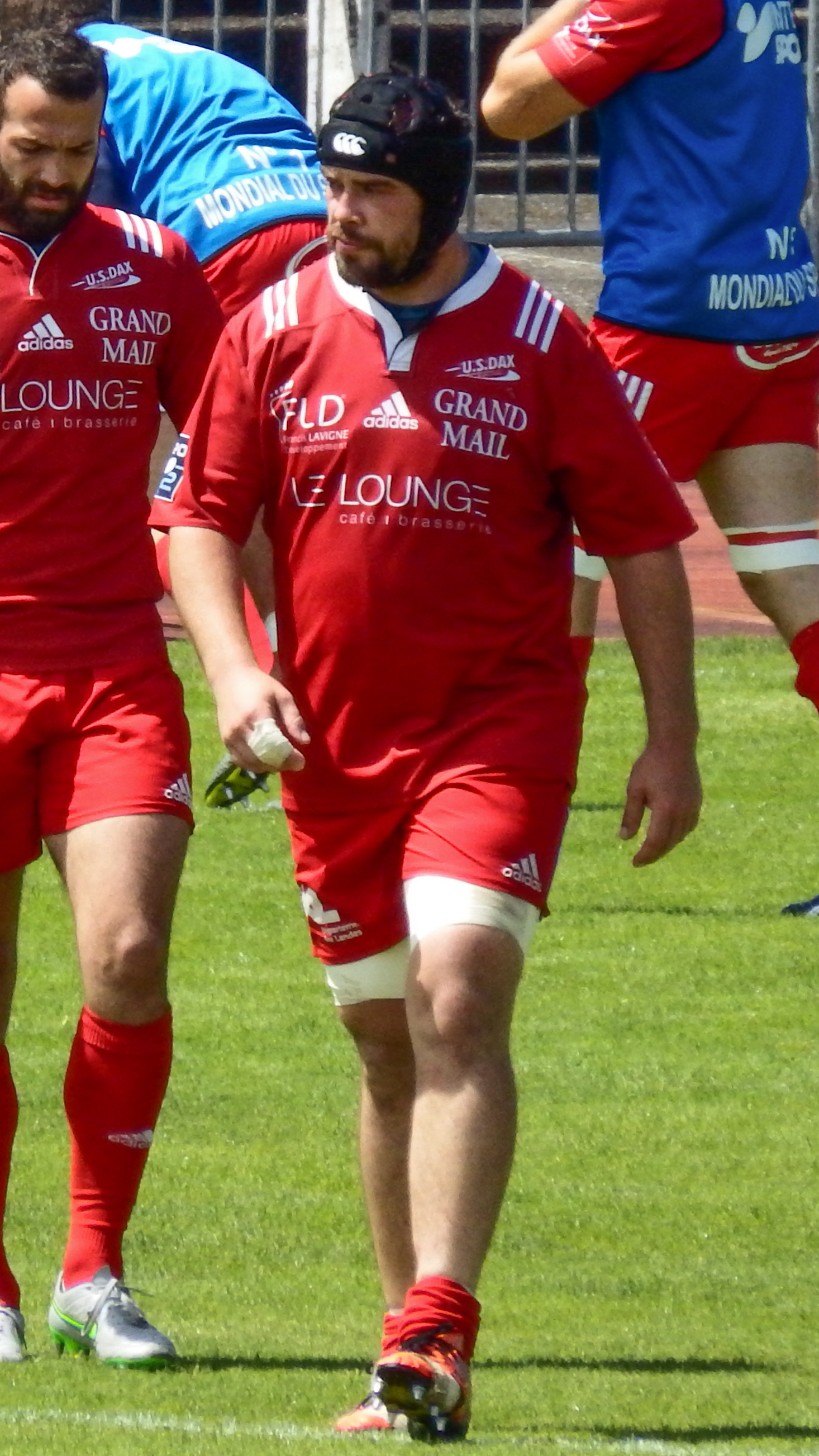
Charlie Ternisien, joueur le plus souvent utilisé de la saison.
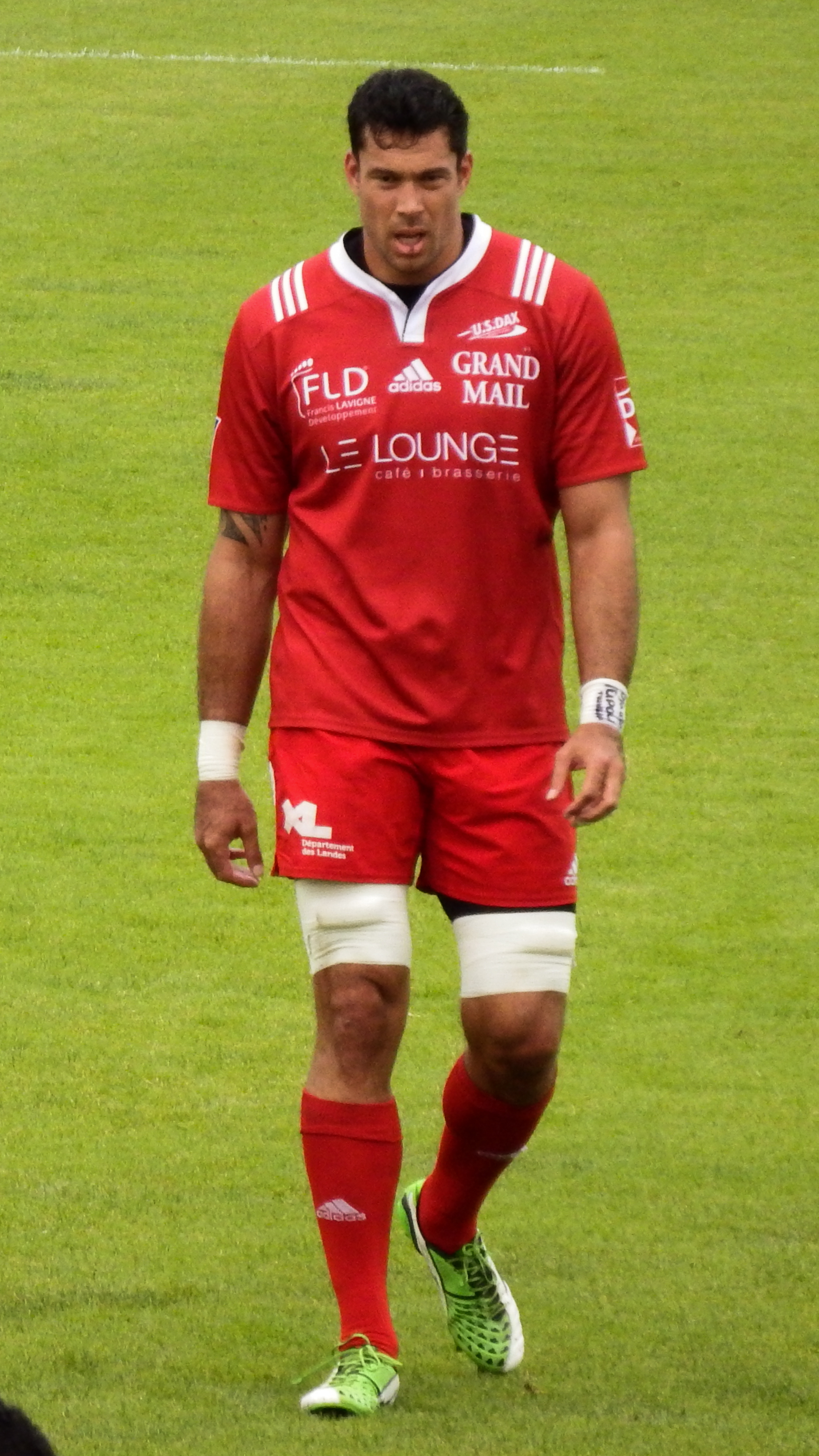
Joseph Tu'ineau, joueur le plus longtemps utilisé de la saison.
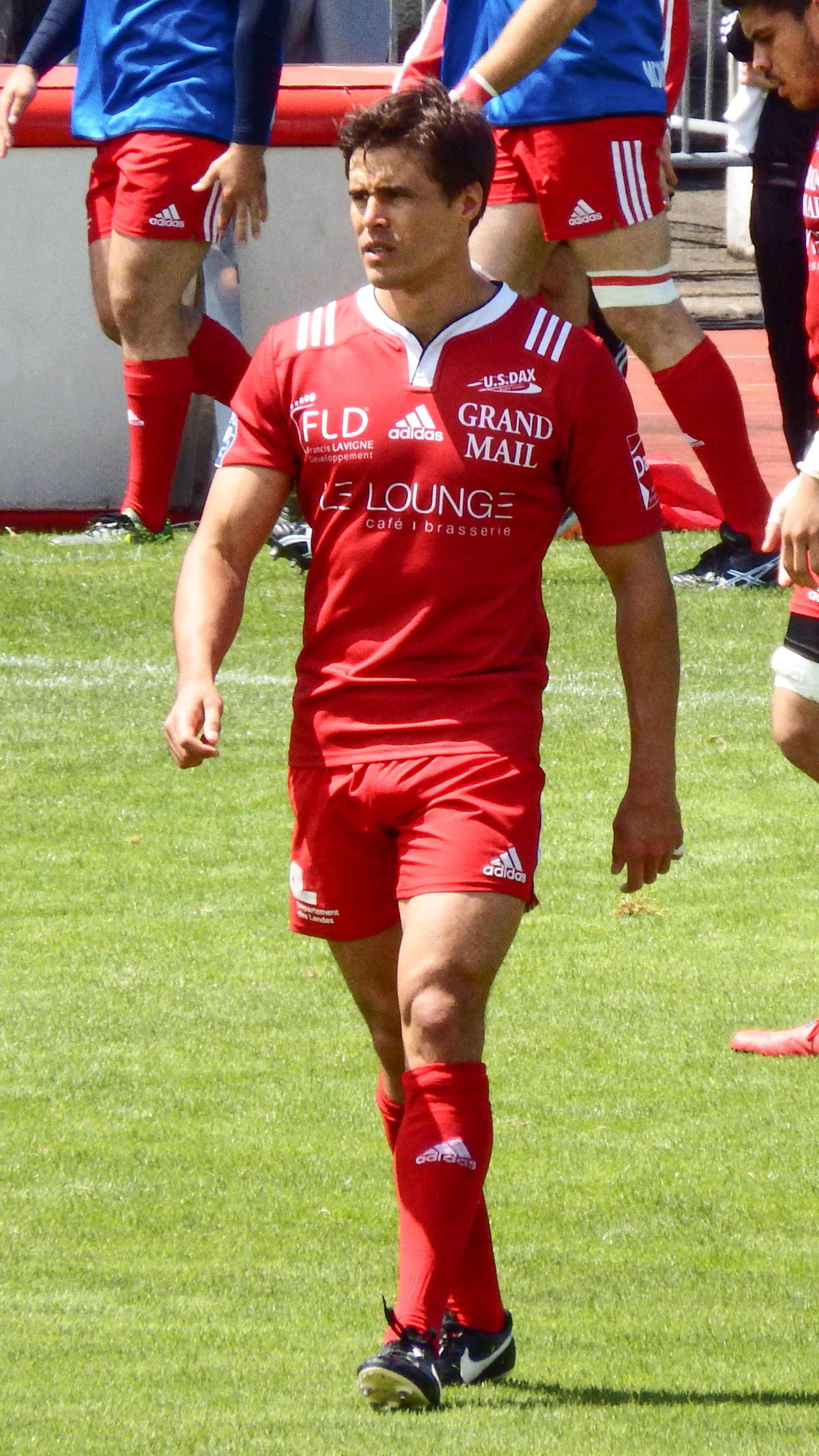
Ignacio Mieres, meilleur réalisateur du club.
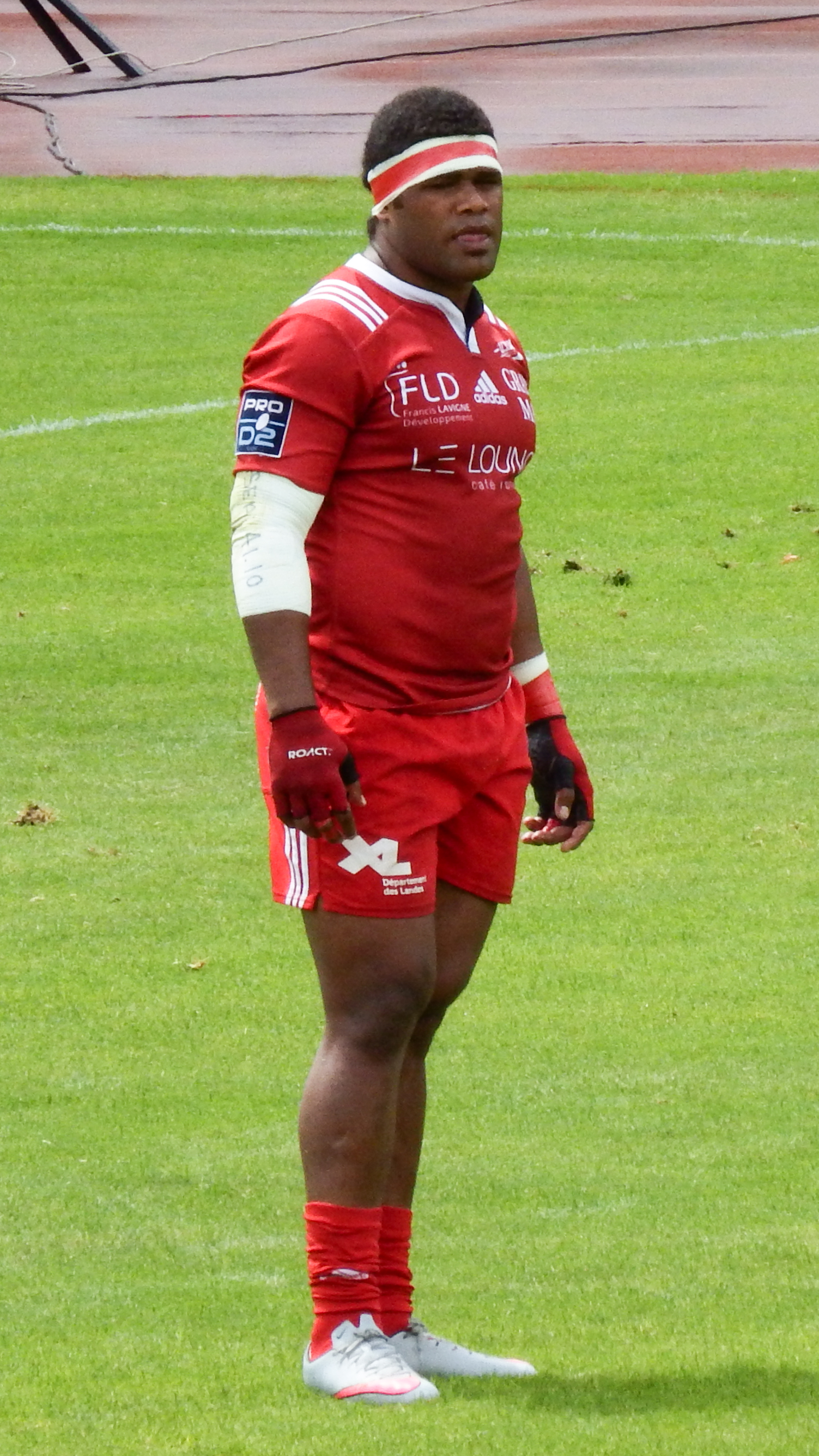
Apisai Naqalevu, l'un des meilleurs marqueurs d'essais du club.
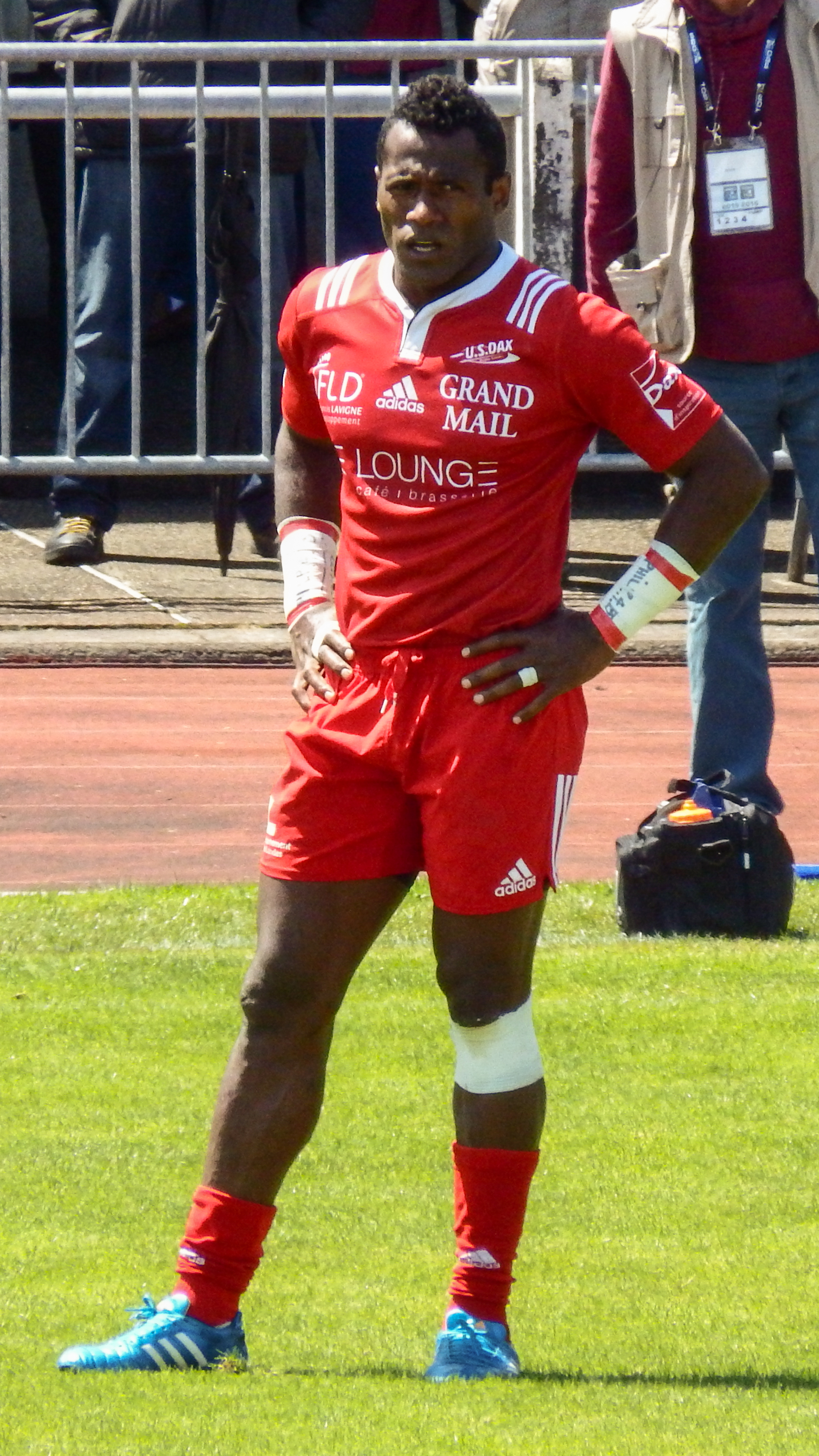
Esava Delai, l'un des meilleurs marqueurs d'essais du club.

### Joueurs en sélection nationale

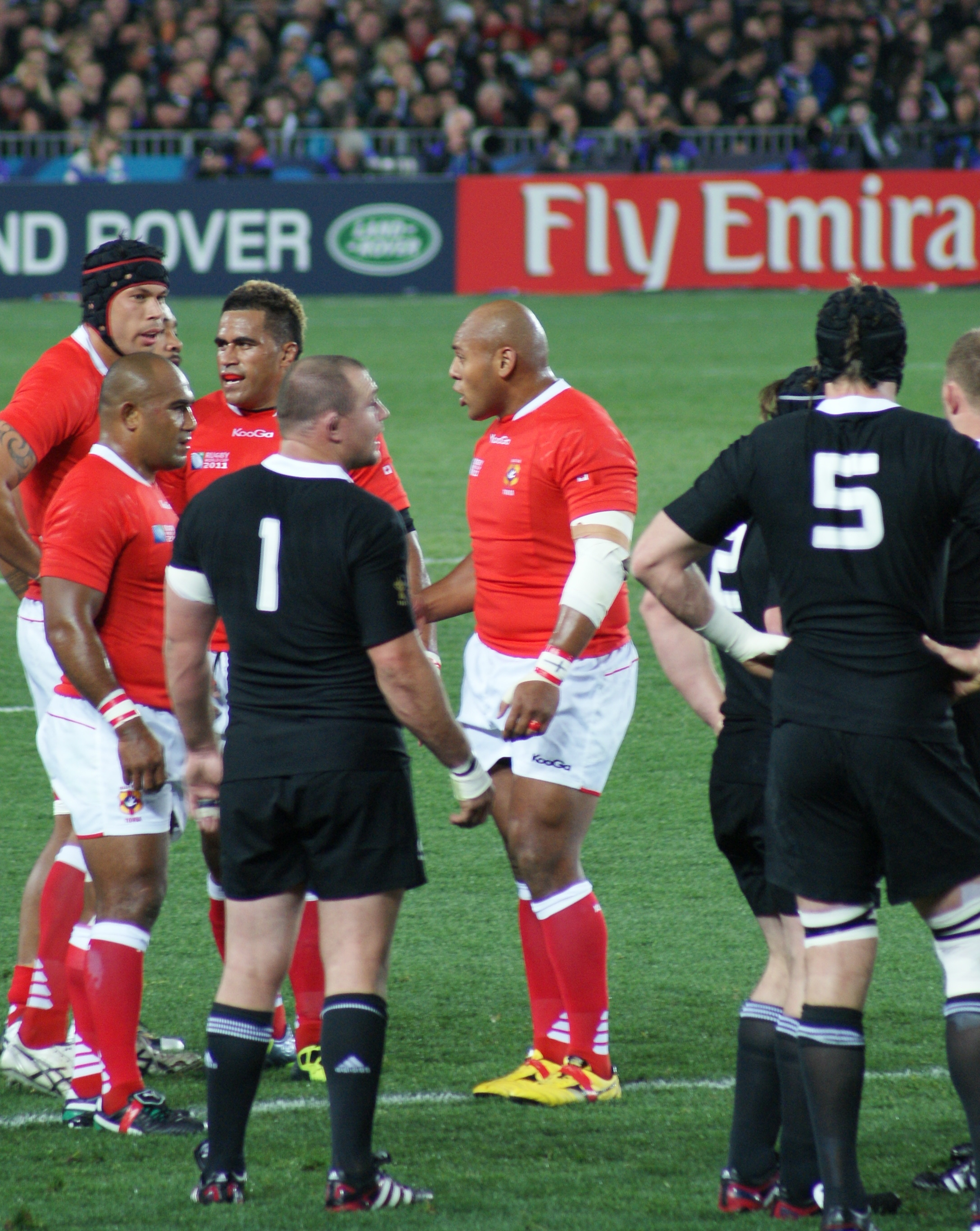
Joseph Tu'ineau, ici sous le maillot des Tonga pendant la Coupe du monde 2011 (à g. en ar.-p.), rejoint l'US Dax à l'issue de l'édition 2015 pour laquelle il est sélectionné.

Joseph Tu'ineau est sélectionné le 18 août 2015 dans le groupe de l'équipe des Tonga destiné à disputer la Coupe du monde 2015. Il officialise quelques jours plus tard sa signature avec l'US Dax, qu'il rejoint à l'issue de la compétition internationale en Angleterre. Tu'ineau n'est pas retenu sur la feuille de match de la première rencontre du groupe C contre la Géorgie. Il est enfin titularisé pour le second match contre la Namibie, remporté sur le score de 35 à 21. Tuineau est également dans le quinze de départ pour les deux autres rencontres, contre l'Argentine et la Nouvelle-Zélande, concédées sur les scores respectifs de 45 à 16 et 47 à 9.

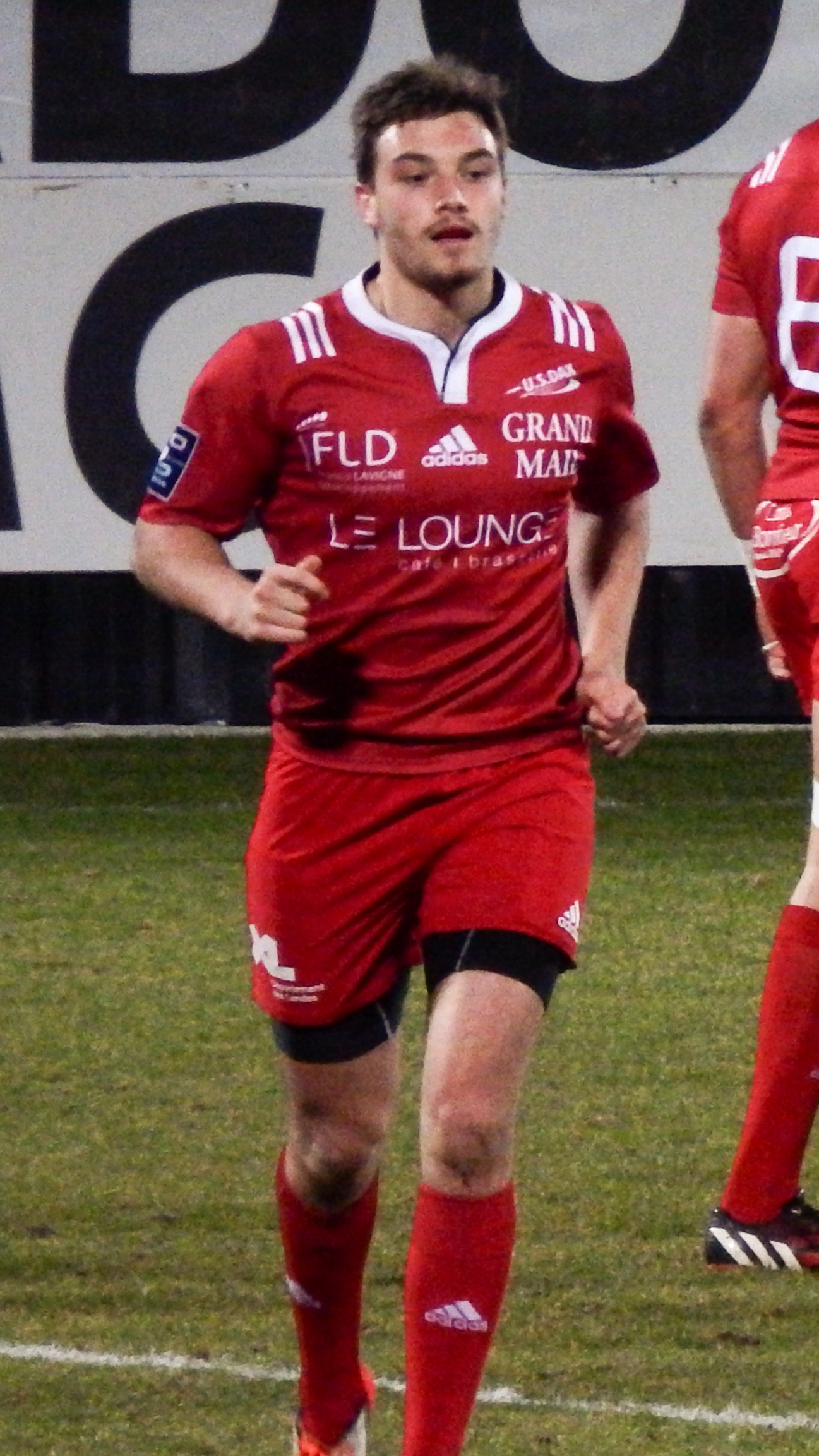
Olivier Klemenczak porte le maillot de l'équipe de France à deux reprises pendant le championnat du monde junior.

Olivier Klemenczak, pensionnaire du centre de formation dacquois, est invité à plusieurs reprises à participer aux stages du « Pôle France -20 ans », filière de formation de la Fédération française de rugby rassemblant mensuellement une trentaine de jeunes de moins de 20 ans au Centre national du rugby. Déjà appelé pendant la saison précédente, Klemenczak participe cette année, entre autres, au ralliement de janvier en vue du Tournoi des Six Nations des moins de 20 ans. Il est également convoqué aux deux stages de préparation d'avril et de mai précédent l'annonce du groupe appelé pour disputer le championnat du monde junior.
À l'issue du stage du mois de mai qui a lieu dans les installations sportives de Font-Romeu, Klemenczak dispute sous le maillot de l'équipe de France des moins de 20 ans un match amical contre l'Écosse, remporté sur le score de 36-20. Il est quelques jours plus tard sélectionné dans le groupe final pour jouer le championnat du monde junior en Angleterre. Pour le match d'ouverture des Bleuets contre l'Argentine, il est remplaçant mais entre sur le terrain à deux reprises pendant la rencontre. Alors qu'il n'est pas aligné sur la feuille de match pour les confrontations contre le Japon et l'Afrique du Sud, la France est éliminée à l'issue des phases de poule Si Klemenczak n'est pas retenu pour le premier de match de classement contre le Japon, il entre sur le terrain lors des dernières minutes de la rencontre contre la Géorgie. La génération 1996 des Bleuets termine alors 9e de la compétition.

## Aspects juridiques et économiques

### Structure juridique et organigramme
En 2015-2016, l'équipe professionnelle est gérée par la SASP US Dax rugby Landes, entreprise déclarée le 3 juillet 1998 et présidée depuis le 1er juillet 2015 par Jean-Christophe Goussebaire. La SASP est liée par le biais d'une convention à l'association loi de 1901 US Dax rugby, déclarée le 31 juillet 1997 et présidée par Philippe Celhay, structure qui regroupe le centre de formation et les équipes amateurs.
| Direction | Administratif | Sportif |
| --- | --- | --- |
| - Directoire : - Président : Jean-Christophe Goussebaire - Membres : Francis Lavigne, Christophe Ponteins - Conseil de surveillance : - Président : Gilbert Ponteins - Membres : Sylvain Antol, Jean-Pierre Bastiat, Jean-Louis Bérot, Bruno Cazalis - Représentant de l'association : Philippe Celhay - Conseil d'orientation : - Membres : Philippe Darrigade, Jean-Claude Delineau, Claude Dufau, Bernard Juzans, Jean-Jacques Pradere, Jean-Claude Saint-Avit | - Directeur administratif et financier : Jean-Marc Degos - Chargé des finances : Michel Larrouquis - Responsables partenariat : Fabien Bourry, Hervé Lartigue, Clémence Azcue-Lafargue - Responsable communication : Hervé Lartigue - Responsable billetterie : Karine Schoonjans - Boutique : Marion Haage - Comptabilité : Josiane Senjean - Accueil et secrétariat : Catherine Hontang, Catherine Magne-Prax | - Directeur sportif : Jérôme Daret - Entraîneurs : Raphaël Saint-André, Patrick Furet - Préparateurs physiques : Yann Pradel, Cédric Moulet - Directeur du centre de formation : Jérôme Daret - Responsable sportif du centre de formation : Renaud Dulin |

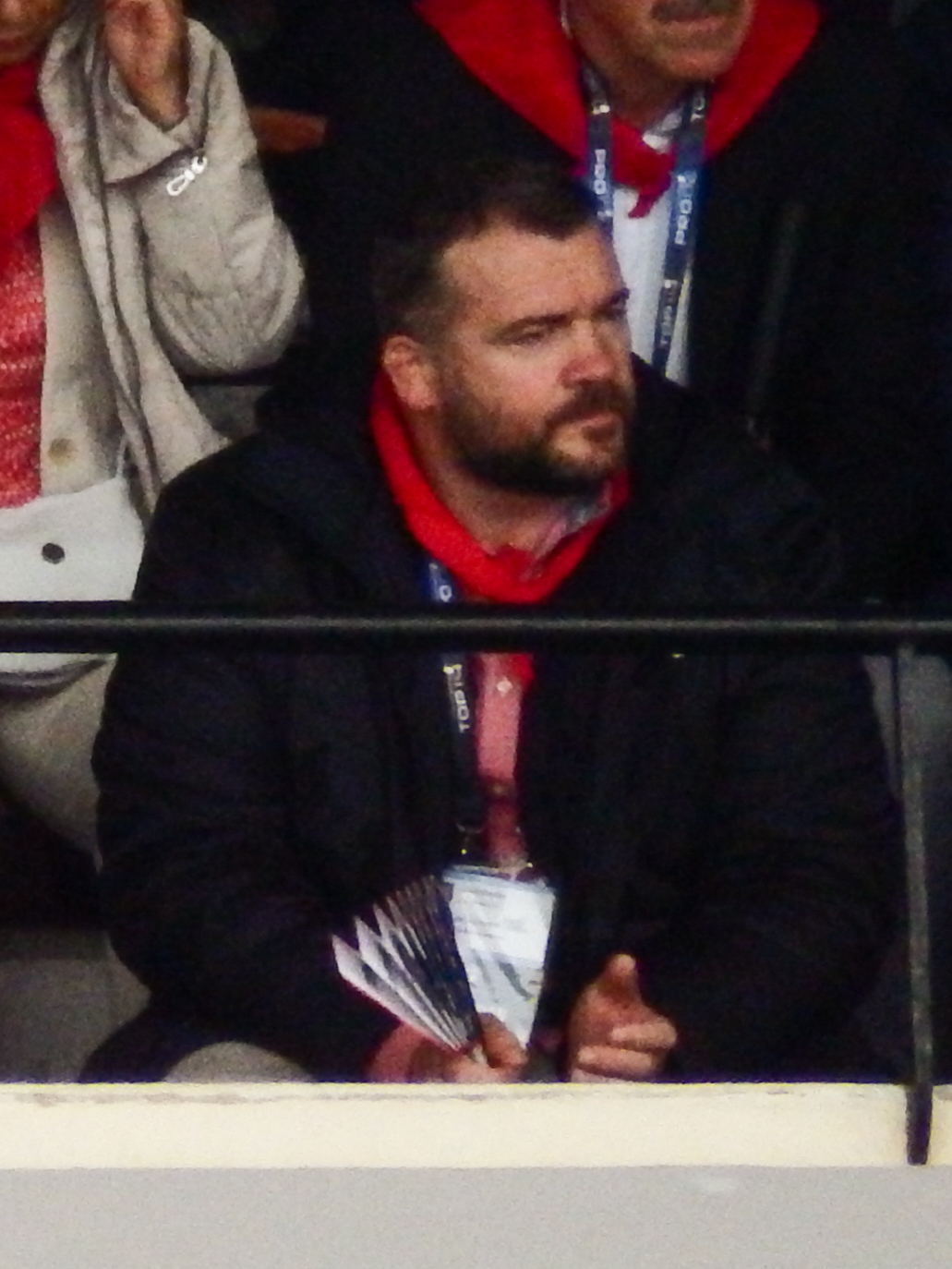
Jean-Christophe Goussebaire est président du club professionnel depuis cette saison.

### Éléments comptables
Le budget prévisionnel de l'US Dax est de 5,232 millions d'euros.
La masse budgétaire officielle s'élève à 4,977 millions d'euros le 30 juin 2016, soit la onzième du championnat. Elle inclut une part de 1,762 million d'euros affectée aux salaires des joueurs, ce qui représente la onzième masse salariale.
La Ligue nationale de rugby reverse cette saison un total de 1 556 000 euros à l'US Dax : 1 550 000 de droits télévisés et de marketing au titre du New Deal, 0 de caisse de blocage, et 6 000 d'indemnités pour les sélections de ses joueurs en équipe de France des moins de 20 ans.

### Tenues, équipementiers et sponsors
L'US Dax est équipée par la marque allemande Adidas depuis 2012, dans la continuité du premier partenariat de trois ans signé avec l'intermédiaire du groupe Intersport.
L'équipe évolue avec trois jeux de maillots. À partir de la 6e journée, elle utilise ainsi exclusivement pour les matchs à domicile un ensemble entièrement rouge, avec pour seul motif les trois bandes symboliques d'Adidas sur la largeur des épaules, le long du short, et le haut des chaussettes. Pour les rencontres jouées à l'extérieur, et pour les trois premières journées de championnat se déroulant à domicile, elle alterne entre les deux tenues extérieures de la saison 2014-2015 : une première comprenant un maillot blanc aux manches grises et aux motifs Adidas rouges, assorti d'un short et de chaussettes rouges, et une deuxième composée d'un maillot noir aux manches grises et aux trois bandes de l'équipement de couleur blanche, porté avec un short et des chaussettes noires.
Les sponsors maillots restent en majorité les mêmes que ceux apparaissant durant la saison 2015-2016. Le sponsor principal est, tout comme pour le maillot sur lequel il est imprimé, alterné selon le lieu de la rencontre : à domicile, Le Lounge, café-brasserie implanté à Dax, puis à l'extérieur, Calicéo, centre de remise en forme aquatique & beauté-massages, partenaire de l'US Dax depuis 1998. Le centre commercial Le Grand Mail de Saint-Paul-lès-Dax est imprimé sur la gauche de la poitrine, alors que le logo du club est placé juste au-dessus, au commencement de la manche. Sur la droite figure Francis Lavigne Développement, spécialiste dans les chaussures médicales et paramédicales. La ville de Dax est mise en avant à deux endroits sur l'ensemble, sur la manche gauche ainsi que le devant de la jambe droite, alors que le Conseil départemental des Landes est présent sur le devant de la jambe gauche.

## Affluence et couverture médiatique

### Affluence au stade
54 720 entrées ayant été enregistrées pour les 15 rencontres de championnat de l'US Dax au stade Maurice-Boyau, l'affluence moyenne du club à domicile est de 3 648 spectateurs, soit un taux de remplissage de 22,6 %.
Le record d'affluence de la saison à domicile est réalisé lors du derby landais contre le Stade montois, 6 611 spectateurs assistant à la rencontre, pour un taux de remplissage de 40,8 % de l'enceinte dacquoise aux 16 170 places officielles.

### Retransmissions télévisées

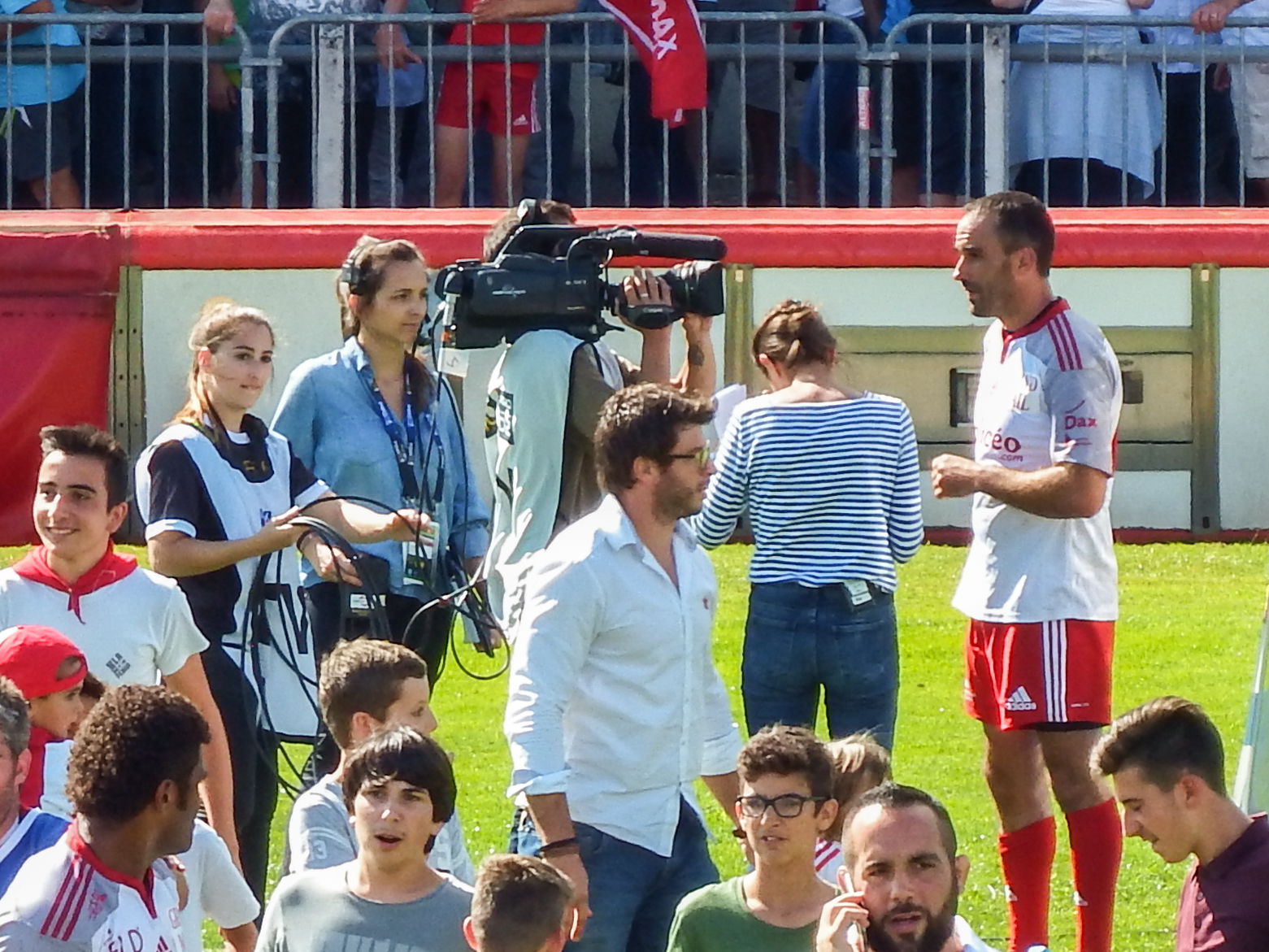
Julien Peyrelongue interviewé par Cécile Grès sous la caméra d'Eurosport, après la victoire à domicile contre l'Aviron bayonnais.

À partir de la saison 2015-2016 et jusqu'en 2019-2020, les droits télévisuels de la Pro D2 sont redistribués entre Eurosport, Canal+ Sport et France 3, pour une plus grande couverture médiatique. Ainsi, le match d'ouverture de chaque journée est retransmis en direct par Canal+ Sport à 20 h 45 ou exceptionnement à 19 h, alors que le groupe Eurosport diffuse également en direct sur sa chaîne Eurosport 2 le match de clôture du dimanche entre 14 h et 15 h ainsi qu'un match du vendredi soir décalé à 19 h. L'ensemble des autres matchs non-décalés du vendredi soir, entre 19 h 30 et 20 h, sont proposés en streaming sur les serveurs d'Eurosport, l'Eurosport Player. Le match du dimanche après-midi est également, à huit reprises durant la saison, co-diffusé par les antennes régionales de France 3,,,.
Suivant cette grille de diffusion, plusieurs matchs de l'US Dax sont retransmis en direct pendant la saison. Le premier match officiel de l'USD, joué contre l'Aviron bayonnais dans le cadre de la 3e journée du championnat, est retransmis sur les écrans par l'intermédiaire d'Eurosport 2. Le derby contre le Stade montois de la 9e journée est diffusé sur Eurosport 2, quatre jours avant la réception du Biarritz olympique couverte par Canal+ Sport, comptant pour la 10e journée. Les rencontres retour de la saison contre l'Aviron bayonnais et le Stade montois sont également diffusées sur Eurosport 2, respectivement pour le compte de la 18e et de la 28e journée. La dernière journée du championnat est quant à elle diffusée en multiplex par Eurosport 2.

## Extra-sportif

### Stade

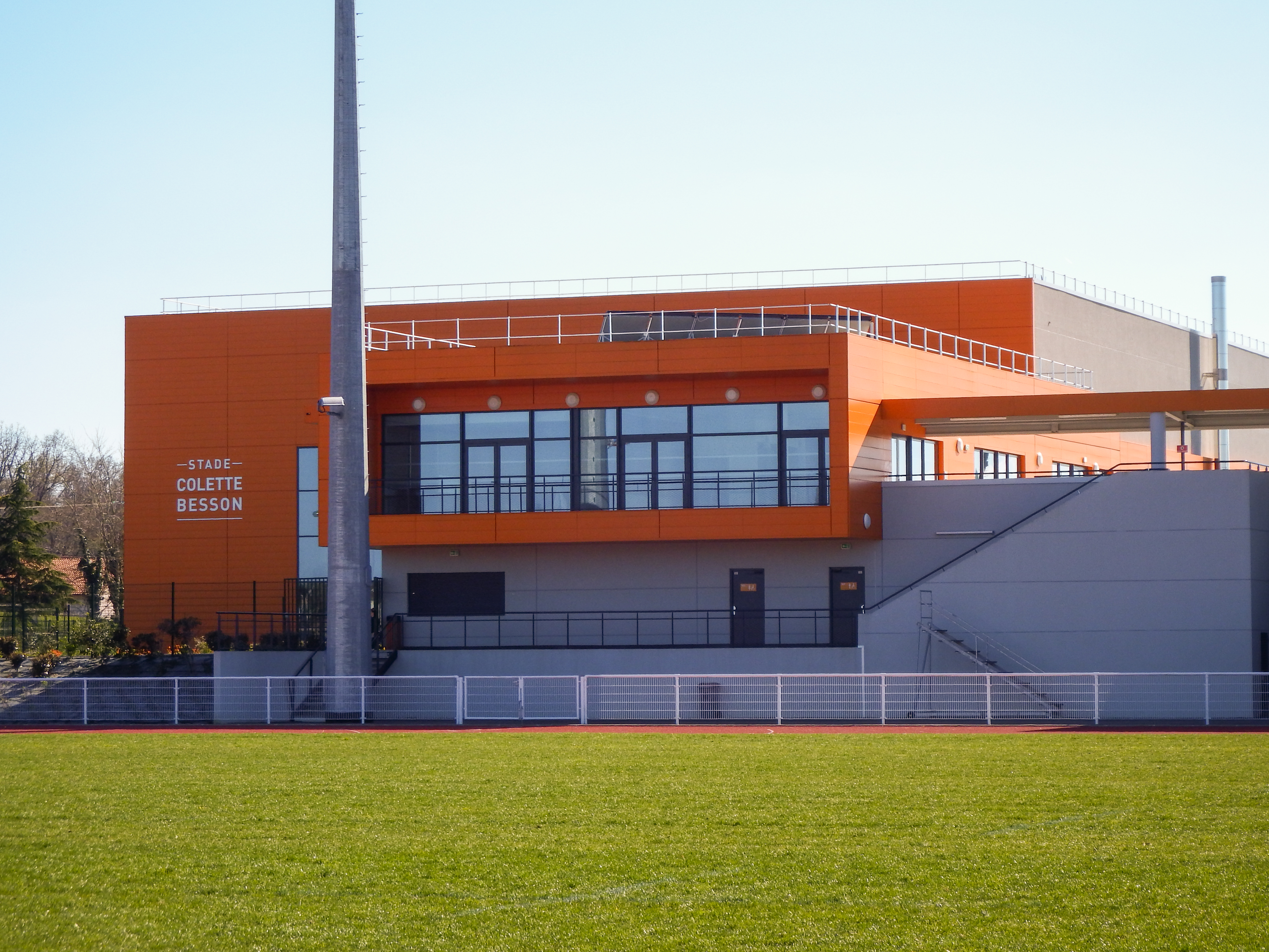
Les installations du stade Colette-Besson sont utilisées en tant que centre d'entraînement par l'US Dax depuis cette saison.

Alors que depuis le 3 décembre 2014, le projet de centre commercial et de reconstruction du stade Maurice-Boyau est validé par le Conseil d'État, le club signe à l'intersaison 2015 une convention avec la ville de Dax pour disposer du stade Colette-Besson pour l'entraînement de l'équipe première. Ces installations sportives, inaugurées dix-huit mois plus tôt, deviennent donc le centre d'entraînement officiel de l'US Dax, tandis que le stade Maurice-Boyau reste l'enceinte où l'équipe dispute ses matchs de championnat.
Dans la matinée du 18 juin 2016, le stade Maurice-Boyau fait l'objet d'un incendie, un feu étant déclaré dans un des blocs de la tribune d'honneur. Rapidement maîtrisé par l'intervention des sapeurs-pompiers aux alentours de 6 h 30, une vingtaine de sièges en plastique des loges sont finalement calcinés, tandis qu'une partie du toit et du mur se retrouve noircie par les fumées de combustion ; l'intégrité de la structure n'est néanmoins pas menacée. La piste d'un acte volontaire est privilégiée,.
Le 7 juillet 2016, la Ligue nationale de rugby annonce le résultat de sa nouvelle procédure d'évaluation des pelouses de stades occupés par des clubs professionnels, à la suite de deux audits réalisés à l'automne 2015 et au printemps 2016. Suivant trois critères qui sont l'aspect esthétique général, la qualité de l'infrastructure et l'agronomie, la pelouse du stade Maurice-Boyau est ainsi classée 5e sur 29, derrière celle du stade Jean-Dauger obtenant la meilleure évaluation.

### Décès
Le demi d'ouverture et demi de mêlée Georges Capdepuy meurt dans la nuit du 10 au 11 août 2015 à l'âge de 69 ans. Deux fois finaliste du championnat de France, il entraîne également l'US Dax pendant les saisons 1977-1978 et 1985-1986 avant d'être membre du comité directeur du club professionnel.